# Nicolae Ceaușescu
Nicolae Ceaușescu (Scornicești, 26 de janeiro de 1918 — Târgoviște, 25 de dezembro de 1989) foi um político romeno que serviu como Secretário-Geral do Partido Comunista do seu país de 1965 a 1989, servindo também, a partir de 1974, como Presidente da República Socialista da Romênia. Seu governo ditatorial foi derrubado como um resultado do que ficou conhecido como Revolução de Natal.
Nascido em 1918 na cidade de Scornicești, no distrito de Olt, Ceaușescu se juntou, ainda na juventude, ao Partido Comunista Romeno. Foi subindo pelas patentes durante o governo socialista de Gheorghe Gheorghiu-Dej até que, quando este morreu, em 1965, Ceaușescu foi apontado seu sucessor como Secretário-Geral do Partido Comunista.
Ao subir ao poder, se mostrando inicialmente como um moderado, ele aliviou a censura à imprensa e condenou a invasão da Tchecoslováquia pelas tropas do Pacto de Varsóvia com um discurso em 21 de agosto de 1968, que fez com que sua popularidade aumentasse. O período de estabilidade, contudo, foi breve; seu governo, com o passar dos anos, foi ficando cada vez mais autoritário e se tornou um dos mais ditatoriais do Leste Europeu. Sua polícia secreta, a Securitate, era responsável pela vigilância em massa e repressão política, acusada de abuso de direitos humanos. O regime de Ceaușescu acabou por censurar a imprensa e fechar jornais com viés de oposição, criando um dos aparelhamentos de segurança interna mais brutais do mundo na época. Eventualmente, a má gestão econômica levaria a um crescimento da dívida externa, colocando a economia romena num forte ciclo de recessão; em 1982, ele ordenou que quase todo o potencial agrícola e industrial produzido pelo país fosse exportado, com o objetivo de gerar renda adicional para pagar as dívidas da nação. Isso causou enormes escassezes de bens de subsistência, levando a subsequentes reduções nos índices de qualidade de vida, devido a falta de água, comida, petróleo e derivados, aquecimento, remédios, eletricidade e outras coisas. Para tentar aparentar estabilidade, o culto a personalidade ao redor de Ceaușescu foi aumentado exponencialmente, acompanhado por um deterioração das relações internacionais e falta de apoio externo.
A partir de dezembro de 1989, protestos antigoverno foram reportados em Timișoara. A resposta de Ceaușescu foi rápida e ele deu ordens para que as forças de segurança nacional reprimissem os protestantes, levando a muitas mortes. As notícias da repressão levaram a mais manifestações e revoltas populares contra a ditadura em várias cidades do país. Os protestos eventualmente chegaram a Bucareste e a revolta generalizada viria a ser conhecida como Revolução Romena — se tornando o único derrubamento violento de um regime comunista durante as revoluções de 1989 na Europa Oriental. Ceaușescu e sua esposa, Elena, fugiram do sitiado palácio do governo e evadiram a capital num helicóptero militar, mas foram logo capturados por tropas do exército romeno que haviam passado para o lado dos revolucionários. Em 25 de dezembro, com o país mergulhando no caos, Ceaușescu e sua esposa foram rapidamente julgados por "sabotagem econômica e genocídio", sendo então sumariamente executados por um pelotão de fuzilamento. Ceaușescu foi sucedido no poder por Ion Iliescu, um dos líderes da Revolução.

## Biografia

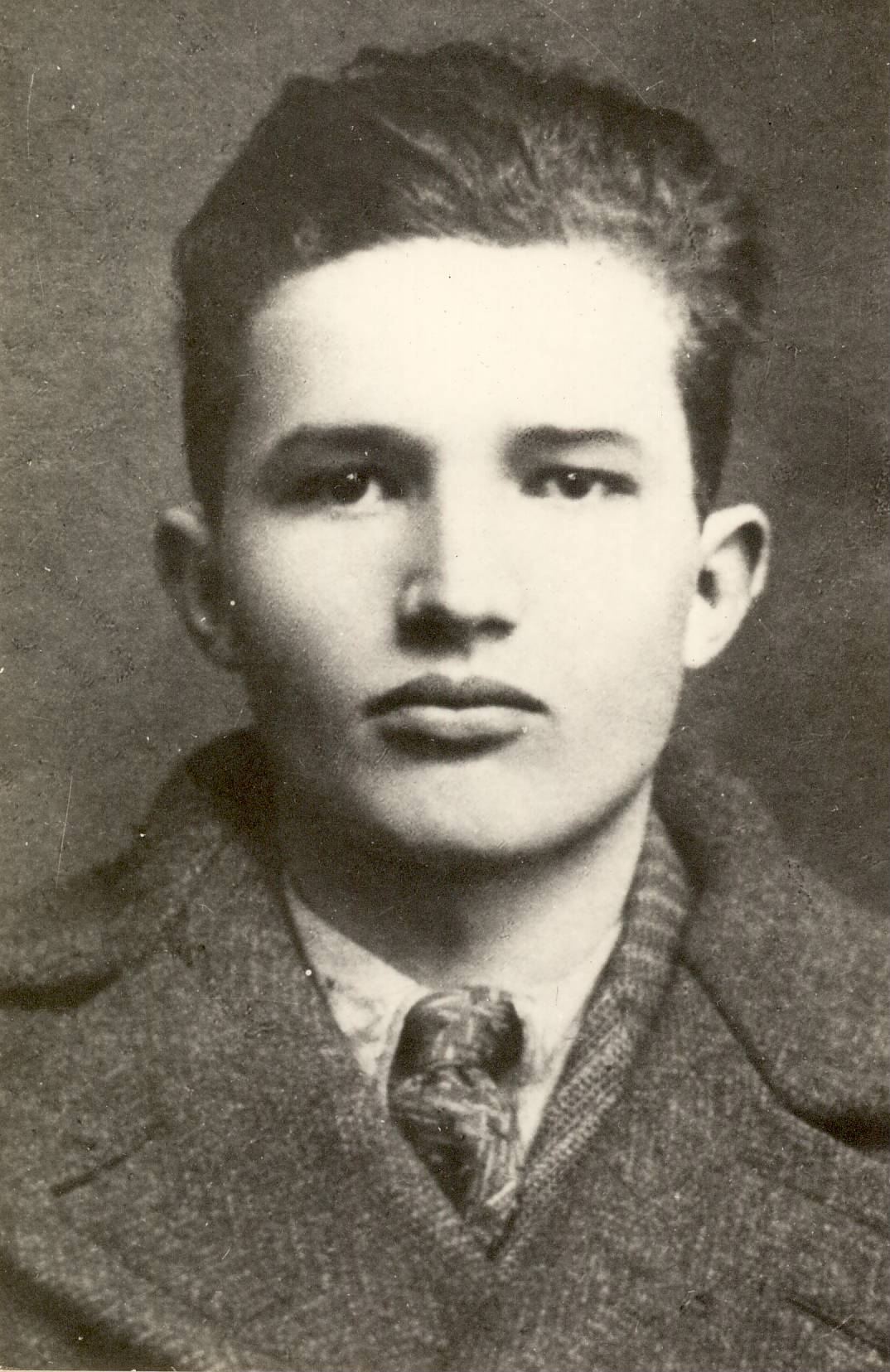
Preso em 1936 quando tinha 18 anos, Ceaușescu ficou preso por dois anos na por atividades comunistas

Ceaușescu nasceu na pequena aldeia de Scornicești, distrito de Olt, sendo o terceiro de nove filhos de uma família camponesa pobre. Com base em sua certidão de nascimento, ele nasceu em 5 de fevereiro de 1918 (23 de janeiro no calendário juliano), em vez do dia oficial 8 de fevereiro de 1918 (26 de janeiro no calendário juliano) — seu nascimento foi registrado com três dias de atraso, o que mais tarde gerou confusão. De acordo com as informações registradas em sua autobiografia, Nicolae Ceaușescu nasceu em 26 de janeiro de 1918. Seu pai Andruță (1886–1969) possuía 3 hectares de terras agrícolas e algumas ovelhas, e Nicolae complementava a renda de sua grande família através da alfaiataria. Estudou na escola da aldeia até aos 11 anos, idade em que partiu para Bucareste. O Serviço de Arquivos Nacionais do Distrito de Olt guarda trechos dos catálogos da Escola Primária Scornicești, que certificam que Nicolae A. Ceaușescu passou na primeira série com média de 8,26 e na segunda série com média de 8,18, ficando em terceiro lugar, em uma turma em onde estavam matriculados 25 alunos. O jornalista Cătălin Gruia afirmou em 2007 que fugiu de seu pai supostamente extremamente religioso, abusivo e rígido. Ele morou inicialmente com sua irmã, Niculina Rusescu.
Tornou-se aprendiz de sapateiro, trabalhando na oficina de Alexandru Săndulescu, um sapateiro que era membro ativo do então ilegal Partido Comunista. Ceaușescu logo se envolveu nas atividades do Partido Comunista (tornando-se membro no início de 1932), mas quando adolescente recebeu apenas pequenas tarefas. Foi preso pela primeira vez em 1933, aos 15 anos, por brigas de rua durante uma greve e novamente, em 1934, primeiro por coletar assinaturas em uma petição de protesto contra o julgamento de trabalhadores ferroviários e mais duas vezes por outras atividades semelhantes. Em meados da década de 1930, ele esteve em missões em Bucareste, Craiova, Câmpulung e Râmnicu Vâlcea, sendo preso diversas vezes.
O arquivo de perfil da polícia secreta, Siguranța Statului, classificou-o "um perigoso agitador comunista" e "distribuidor de materiais de propaganda comunista e antifascista". Por estas acusações, foi condenado em 6 de junho de 1936 pelo Tribunal de Brașov a 2 anos de prisão, mais 6 meses por desacato ao tribunal e um ano de residência forçada em Scornicești. Passou a maior parte de sua pena na prisão de Doftana. Enquanto estava fora da prisão em 1939, conheceu Elena Petrescu, com quem se casou em 1946 e que desempenharia um papel crescente em sua vida política ao longo dos anos.

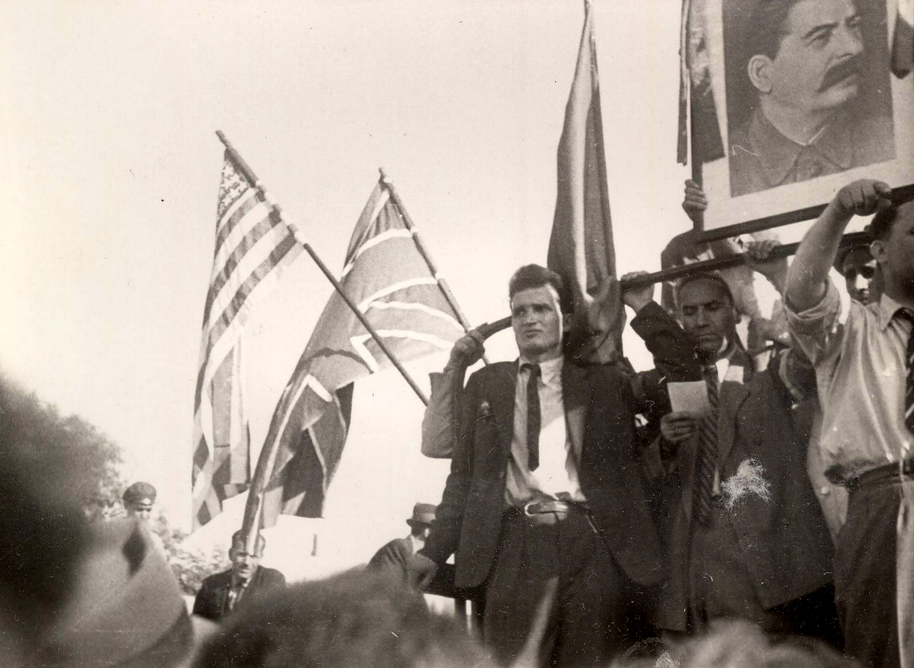
Ceaușescu e outros comunistas numa reunião pública no bairro de, dando as boas-vindas ao Exército Vermelho quando este entrou em Bucareste em 30 de agosto de 1944

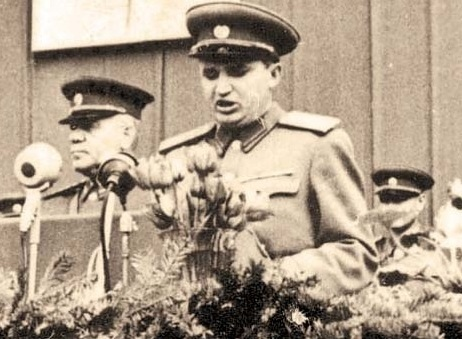
Ceaușescu discursando em 1954

Logo após ser libertado, foi preso novamente e condenado por "conspiração contra a ordem social", passando o tempo da guerra em prisões e campos de internamento: Jilava (1940), Caransebeș (1942), Văcărești (1943) e Târgu Jiu (1943). Em 1943, foi transferido para o campo de internamento de Târgu Jiu, onde dividiu cela com Gheorghe Gheorghiu-Dej, tornando-se seu protegido.
Atraídas com subornos substanciais, as autoridades do campo deram aos prisioneiros comunistas muita liberdade para gerir o seu bloco de celas, desde que não tentassem fugir da prisão. Em Târgu Jiu, Gheorghiu-Dej organizou "sessões de autocrítica" onde vários membros do Partido tiveram que confessar perante os outros membros do Partido que compreenderam mal os ensinamentos de Karl Marx, Friedrich Engels, Vladimir Lenin e Josef Stalin conforme interpretados por Gheorghiu-Dej; o jornalista Edward Behr afirmou que o papel de Ceaușescu nessas "sessões de autocrítica" era o de executor, o jovem supostamente espancando os membros do Partido que se recusaram a acompanhar ou não estavam suficientemente entusiasmados com as sessões de "autocrítica". Essas "sessões de autocrítica" não apenas ajudaram a consolidar o controle de Gheorghiu-Dej sobre o Partido, mas também tornaram seu protegido Ceaușescu querido por ele. Foi a passagem de Ceaușescu em Târgu Jiu que marcou o início de sua ascensão ao poder. Após a Segunda Guerra Mundial, quando a Romênia começava a cair sob a influência soviética, Ceaușescu serviu como secretário da União da Juventude Comunista (1944–1945).
Depois que os comunistas tomaram o poder na Roménia em 1947 e, sob o patrocínio de Gheorghiu-Dej, Ceaușescu foi eleito membro da Grande Assembleia Nacional, o novo órgão legislativo da Romênia comunista.
Em maio de 1948, Ceaușescu foi nomeado Secretário do Ministério da Agricultura e, em março de 1949, foi promovido ao cargo de Vice-Ministro. Oriundo do Ministério da Agricultura e sem experiência militar, foi nomeado Vice-Ministro responsável pelas Forças Armadas, ocupando o posto de Major-General. Mais tarde, promovido ao posto de tenente-general, tornou-se Primeiro Deputado do Ministério da Defesa e chefe da Direcção Política Superior do Exército. Ceaușescu estudou na Academia Militar Soviética Frunze em Moscou por dois meses consecutivos em 1951 e 1952.
Em 1952, Gheorghiu-Dej trouxe-o para o Comitê Central meses depois de a "facção moscovita" do partido liderada por Ana Pauker ter sido expurgada. No final da década de 1940 e início da década de 1950, o Partido foi dividido entre os "comunistas nacionais" liderados por Gheorghiu-Dej, que permaneceram na Romênia antes de 1944, e os "moscovitas" que se exilaram na União Soviética. Com a excepção parcial da Polônia, onde a crise polaca de outubro de 1956 levou ao poder o anteriormente preso "comunista nacional" Władysław Gomułka, a Romênia foi a única nação da Europa de Leste onde os "comunistas nacionais" triunfaram sobre os "moscovitas". No resto do bloco soviético, houve uma série de expurgos neste período que levaram à execução ou prisão dos "comunistas nacionais". Tal como o seu patrono Gheorghiu-Dej, Ceaușescu era um "comunista interno" que beneficiou da queda dos "moscovitas" em 1952. Em 1954, Ceaușescu tornou-se membro titular do Politburo e acabou ocupando a segunda posição mais alta na hierarquia do partido.

### Ceaușescu durante o processo de coletivização
Como alto funcionário estatal do Ministério da Agricultura e do Ministério da Defesa, Ceaușescu teve um papel importante na coletivização forçada, de acordo com dados do próprio Partido dos Trabalhadores Romeno, entre 1949-1952 houve mais de 80 000 detenções de camponeses e 30 000 terminaram com penas de prisão. Um exemplo é o levante de Vadu Roșca (distrito de Vrancea) que se opôs ao programa estadual de expropriação de propriedades privadas, Ceaușescu liderou pessoalmente as unidades militares que reprimiram o levante e ordenou a abertura de fogo das metralhadoras nos caminhões que acompanhavam os tanques matando 9 e ferindo 48, enquanto 18 camponeses foram presos por "rebelião e conspiração contra a ordem social".

## Lider da Romênia

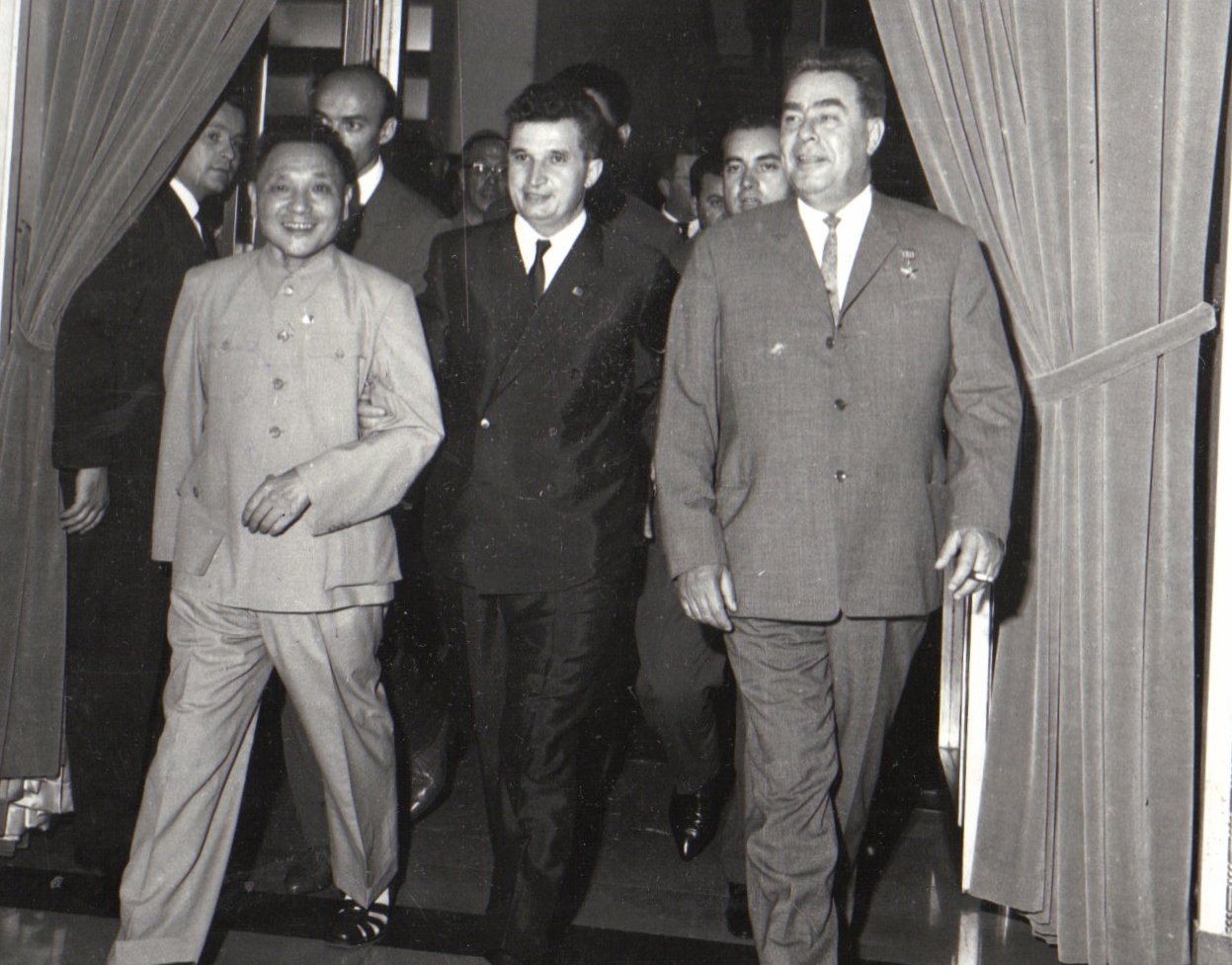
Ceaușescu com Deng Xiaoping e Leonid Brezhnev em 1965

Quando Gheorghiu-Dej morreu em 19 de março de 1965, Ceaușescu não era o sucessor óbvio, apesar da sua proximidade com o líder de longa data. Mas lutas internas generalizadas entre funcionários mais velhos e mais conectados levaram o Politburo a escolher Ceaușescu como candidato de compromisso. Foi eleito secretário-geral em 22 de março de 1965, três dias após a morte de Gheorghiu-Dej.
Um dos primeiros atos de Ceaușescu foi mudar o nome do partido de Partido dos Trabalhadores Romenos de volta para Partido Comunista da Romênia e declarar o país uma república socialista, em vez de uma república popular. Em 1967, consolidou o seu poder ao tornar-se presidente do Conselho de Estado, tornando-o chefe de estado de jure. O seu aparelho político enviou muitos milhares de opositores políticos para prisões ou hospitais psiquiátricos.
Inicialmente, Ceaușescu tornou-se uma figura popular, tanto na Romênia como no Ocidente, por causa da sua política externa independente, que desafiava a autoridade da União Soviética. Na década de 1960, ele aliviou a censura da imprensa e pôs fim à participação activa da Romênia no Pacto de Varsóvia, mas a Romênia permaneceu formalmente membro. Recusou-se a participar na invasão da Checoslováquia em 1968 pelas forças do Pacto de Varsóvia e condenou-a mesmo ativa e abertamente no seu discurso de 21 de agosto de 1968. Ele viajou para Praga uma semana antes da invasão para oferecer apoio moral ao seu homólogo checoslovaco, Alexander Dubček. Embora a União Soviética tenha tolerado em grande parte a recalcitrância de Ceaușescu, a sua aparente independência de Moscovo conferiu à Roménia o estatuto de dissidente dentro do Bloco de Leste.
Todas as políticas econômicas, externas e demográficas de Ceaușescu destinavam-se a atingir o seu objectivo final: transformar a Romênia numa das grandes potências mundiais Em outubro de 1966, Ceaușescu proibiu o aborto e a contracepção e impôs uma das leis antiaborto mais severas do mundo, levando a um aumento no número de crianças romenas entregues aos orfanatos do país.
Durante os anos seguintes, Ceaușescu seguiu uma política aberta em relação aos Estados Unidos e à Europa Ocidental. A Romênia foi o primeiro país do Pacto de Varsóvia a reconhecer a Alemanha Ocidental, o primeiro a aderir ao Fundo Monetário Internacional, e o primeiro a receber um presidente dos EUA, Richard Nixon. Em 1971, a Romênia tornou-se membro do Acordo Geral sobre Tarifas e Comércio. A Romênia e a Iugoslávia foram também os únicos países da Europa de Leste que celebraram acordos comerciais com a Comunidade Econômica Europeia antes da queda do Bloco de Leste.
Uma série de visitas oficiais a países ocidentais (incluindo Estados Unidos, França, Reino Unido, Espanha e Austrália) ajudaram Ceaușescu a apresentar-se como um comunista reformador, perseguindo uma política externa independente dentro do Bloco Soviético. Ele também ficou ansioso por ser visto como um estadista internacional esclarecido, capaz de mediar conflitos internacionais e de ganhar o respeito internacional pela Romênia. Ceaușescu negociou assuntos internacionais, como a abertura das relações dos EUA com a China em 1969 e a visita do presidente egípcio Anwar Sadat a Israel em 1977. Além disso, a Romênia foi o único país do mundo a manter relações diplomáticas normais tanto com Israel como com a OLP. Em 1980, a Romênia participou nos Jogos Olímpicos de 1980 em Moscou com os seus outros aliados do bloco soviético, mas em 1984 foi um dos poucos países comunistas a participar nos Jogos Olímpicos de Verão de 1984 em Los Angeles (ganhando 53 medalhas, atrás apenas do Estados Unidos e Alemanha Ocidental na contagem geral) enquanto a maioria das nações do Bloco Oriental boicotou este evento.

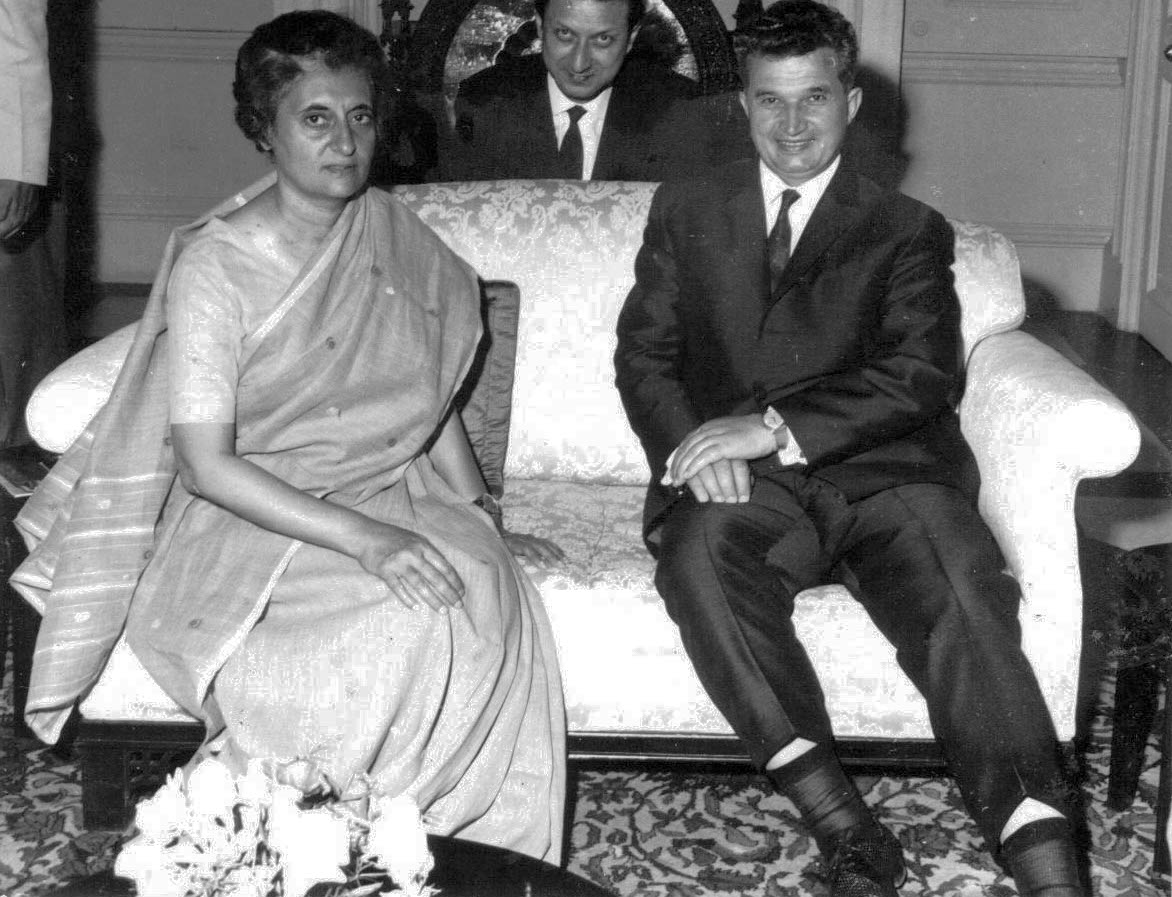
Ceaușescu com Indira Gandhi durante sua visita à Índia em 1969

Ceaușescu recusou-se a implementar medidas de liberalismo econômico. A evolução do seu regime seguiu o caminho iniciado por Gheorghiu-Dej. Continuou com o programa de industrialização intensiva visando a auto-suficiência econômica do país que desde 1959 já tinha duplicado a produção industrial e reduzido a população camponesa de 78% no final da década de 1940 para 61% em 1966 e 49% em 1971. Contudo, para a Roménia, tal como para outras repúblicas populares orientais, a industrialização não significou uma ruptura social total com o campo. Os camponeses voltavam periodicamente às aldeias ou nelas residiam, deslocando-se diariamente para a cidade numa prática chamada naveta. Isto permitiu aos romenos agirem como camponeses e trabalhadores ao mesmo tempo.
Também foram fundadas universidades em pequenas cidades romenas, que serviram para formar profissionais qualificados como engenheiros, economistas, planejadores ou juristas necessários ao projeto de industrialização e desenvolvimento do país. Os cuidados de saúde romenos também obtiveram melhorias e reconhecimento pela Organização Mundial da Saúde (OMS). Em maio de 1969, Marcolino Candau, Director-Geral desta organização, visitou a Romênia e declarou que as visitas do pessoal da OMS a vários estabelecimentos hospitalares romenos tinham causado uma impressão extraordinariamente boa.
As transformações sociais e económicas resultaram na melhoria das condições de vida dos romenos. O crescimento económico permitiu salários mais elevados que, combinados com os benefícios oferecidos pelo Estado (assistência médica gratuita, pensões, educação universal gratuita em todos os níveis, etc.) representaram um salto em comparação com a situação da população romena antes da Segunda Guerra Mundial. Certas retribuições extras foram permitidas aos camponeses, que passaram a produzir mais.

### Decreto de 1966
Em 1966, numa tentativa de aumentar a população do país, Ceaușescu tornou o aborto ilegal e introduziu o Decreto 770, a fim de reverter as baixas taxas de natalidade e fertilidade da população romena. As mães de pelo menos cinco filhos tinham direito a receber benefícios significativos, enquanto as mães de pelo menos dez filhos eram declaradas “mães heroínas” pelo Estado romeno.
O governo tinha como objectivo o aumento das taxas de divórcio e tornou o divórcio mais difícil – foi decretado que os casamentos só poderiam ser dissolvidos em casos excepcionais. No final da década de 1960, a população começou a aumentar. Por sua vez, criou-se um novo problema, o abandono infantil, que inchou a população de orfanatos. Muitas das crianças desses orfanatos sofriam de deficiências mentais e físicas.
As medidas para incentivar a reprodução incluíram motivações financeiras para as famílias que tiveram filhos, garantia de licença de maternidade e apoio aos cuidados infantis para as mães que regressaram ao trabalho, proteção laboral para as mulheres e amplo acesso ao controlo médico em todas as fases da gravidez, bem como depois dela. O controle médico era visto como um dos efeitos mais produtivos da lei, uma vez que todas as mulheres que engravidavam ficavam sob os cuidados de um médico qualificado, mesmo nas áreas rurais. Em alguns casos, se uma mulher não pudesse ir a um consultório médico, um médico iria visitá-la em casa.

### Discurso de 21 de agosto de 1968
O discurso de Ceaușescu de 21 de agosto de 1968 representou o apogeu do governo de Ceaușescu e marcou o ponto mais alto da popularidade de Ceaușescu, quando ele condenou abertamente a invasão da Tchecoslováquia pelo Pacto de Varsóvia.

### Teses de julho

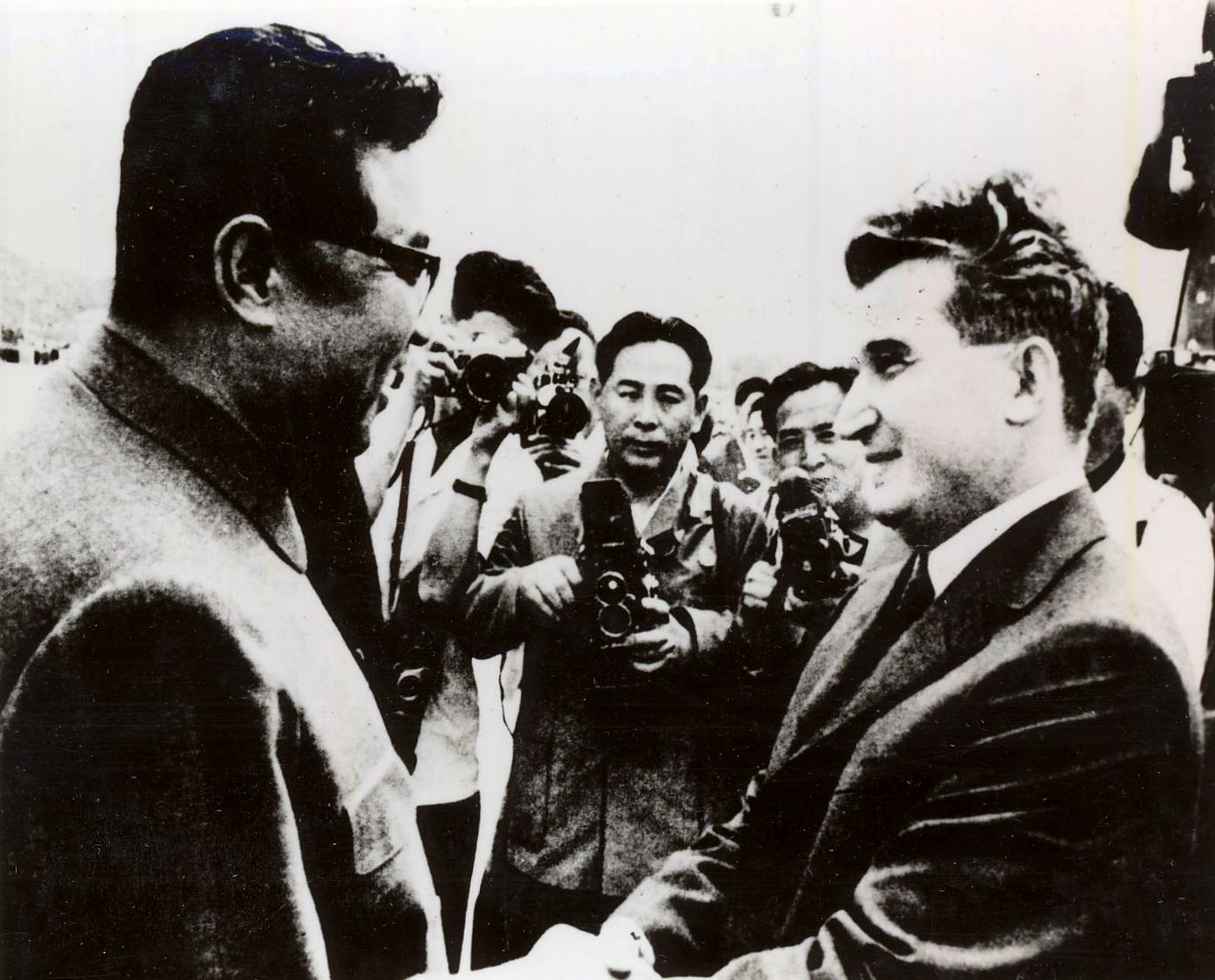
Reunião de Ceaușescu com o presidente norte-coreano Kim Il-sung em 1971

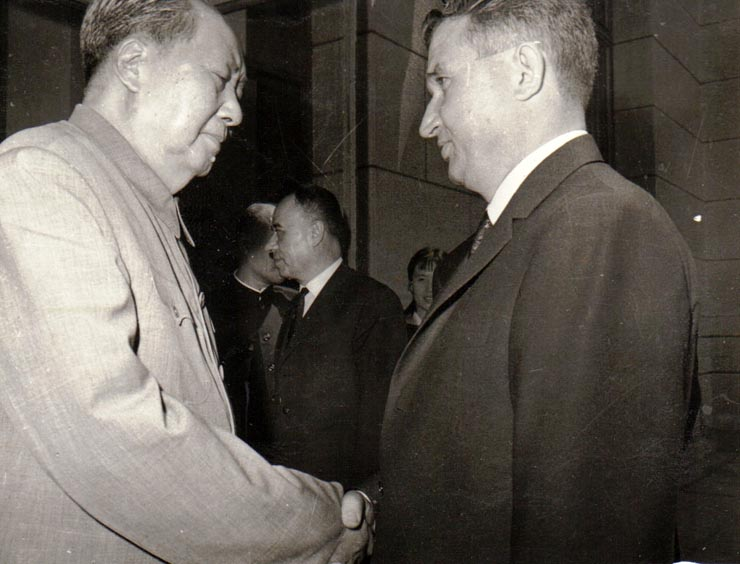
Ceauşescu cumprimentando Mao Tsé-tung na China, em junho de 1971.

Ceaușescu visitou a China, Coreia do Norte, Mongólia e Vietnã do Norte em 1971. Ele teve grande interesse na ideia de transformação nacional total, incorporada nos programas do Juche da Coreia do Norte e da Revolução Cultural Chinesa. Ele também foi inspirado pelos cultos à personalidade de Kim Il-sung da Coreia do Norte, e de Mao Tsé-Tung, da China. O jornalista Edward Behr afirmou que Ceaușescu admirava tanto Mao como Kim como líderes que não só dominavam totalmente as suas nações, mas também usavam métodos totalitários juntamente com um ultranacionalismo significativo misturado com o comunismo, a fim de transformar a China e a Coreia do Norte em grandes potências mundiais. Além disso, o fato de Kim e ainda mais Mao terem se libertado do controle soviético foram fontes adicionais de admiração para Ceaușescu. De acordo com o jornalista britânico Edward Behr, Elena Ceaușescu supostamente se relacionou com a esposa de Mao, Jiang Qing. Behr escreveu que a possibilidade de que o que Ceaușescu tinha visto na China e na Coreia do Norte fossem "vastas aldeias Potemkin para enganar visitantes estrangeiros crédulos" era algo que parecia nunca ter passado pela sua cabeça. Pouco depois de voltar para casa, ele começou a imitar o sistema da Coreia do Norte. Livros norte-coreanos sobre Juche foram traduzidos para o romeno e amplamente distribuídos dentro do país.
Em 6 de julho de 1971, ele fez um discurso perante o comitê executivo do Partido Comunista Romeno. Este discurso quase maoista, que ficou conhecido como Teses de julho, continha dezessete propostas. Entre estes estavam: crescimento contínuo do "papel de liderança" do Partido; melhoria da educação partidária e da acção política de massas; participação dos jovens em grandes projectos de construção como parte do seu “trabalho patriótico”; uma intensificação da educação político-ideológica nas escolas e universidades, bem como nas organizações infantis, juvenis e estudantis; e a expansão da propaganda política, orientando para esse fim programas de rádio e televisão, bem como editoras, teatros e cinemas, ópera, balé, sindicatos de artistas, promovendo um caráter “militante, revolucionário” nas produções artísticas. A liberalização de 1965 foi condenada e um índice de livros e autores proibidos foi restabelecido.
As Teses anunciaram o início de uma "mini revolução cultural" na Romênia, lançando uma ofensiva neoestalinista contra a autonomia cultural, reafirmando uma base ideológica para a literatura que, em teoria, o Partido dificilmente tinha abandonado. Embora apresentadas em termos de "Humanismo Socialista", as Teses marcaram, na verdade, um retorno às diretrizes rígidas do realismo socialista e ataques a intelectuais incompatíveis. Exigia-se uma estrita conformidade ideológica nas ciências humanas e sociais.
Num discurso de 1972, Ceaușescu afirmou que queria "uma certa mistura de atividades do partido e do Estado […] no longo prazo testemunharemos uma mistura cada vez mais estreita das atividades do partido, do Estado e de outros órgãos sociais". Na prática, foram fundadas várias organizações conjuntas de partidos estatais, como o Conselho para a Educação e Cultura Socialistas, que não tinha contrapartida precisa em nenhum dos outros estados comunistas da Europa Oriental, e o Partido Comunista Romeno foi incorporado na vida quotidiana. da nação de uma forma que nunca tinha acontecido antes. Em 1974, o programa partidário do Partido Comunista Romeno anunciou que as mudanças estruturais na sociedade eram insuficientes para criar uma plena consciência socialista no povo, e que uma plena consciência socialista só poderia surgir se toda a população estivesse consciente dos valores socialistas que sociedade guiada. O Partido Comunista seria a agência que iria "iluminar" a população e nas palavras do historiador britânico Richard Crampton "[…] o partido fundiria o Estado e a sociedade, o indivíduo e o colectivo, e promoveria 'o sempre participação mais orgânica dos membros do partido em toda a vida social'".

### Presidente da República Socialista da Romênia

Estandarte do Presidente da Romênia

Em 1974, Ceaușescu converteu o seu cargo de presidente do Conselho de Estado numa presidência executiva de pleno direito. Ele foi eleito para este cargo pela primeira vez em 1974 e seria reeleito a cada cinco anos até 1989.
Embora Ceaușescu fosse chefe de estado nominal desde 1967, ele tinha sido apenas o primeiro entre iguais no Conselho de Estado, derivando o seu poder real do seu estatuto de líder do partido. O novo cargo, no entanto, fez dele o principal tomador de decisões do país, tanto de nome quanto de fato. Ele foi autorizado a desempenhar as funções do Conselho de Estado que não exigiam reuniões plenárias. Ele também nomeou e demitiu o presidente do Supremo Tribunal e o procurador-geral sempre que a legislatura não estivesse em sessão. Na prática, a partir de 1974, Ceaușescu governou frequentemente por decreto. Com o tempo, ele usurpou muitos poderes e funções que nominalmente eram conferidos ao Conselho de Estado como um todo.
Efetivamente, Ceaușescu agora detinha todo o poder de governo do país; praticamente todas as instituições do partido e do Estado estavam subordinadas à sua vontade. Os princípios do centralismo democrático, combinados com as sessões pouco frequentes da legislatura (esta reunia-se em sessão plenária apenas duas vezes por ano), significavam que, para todos os efeitos, as suas decisões tinham força de lei.

### Embargo petrolífero, greve e relações exteriores

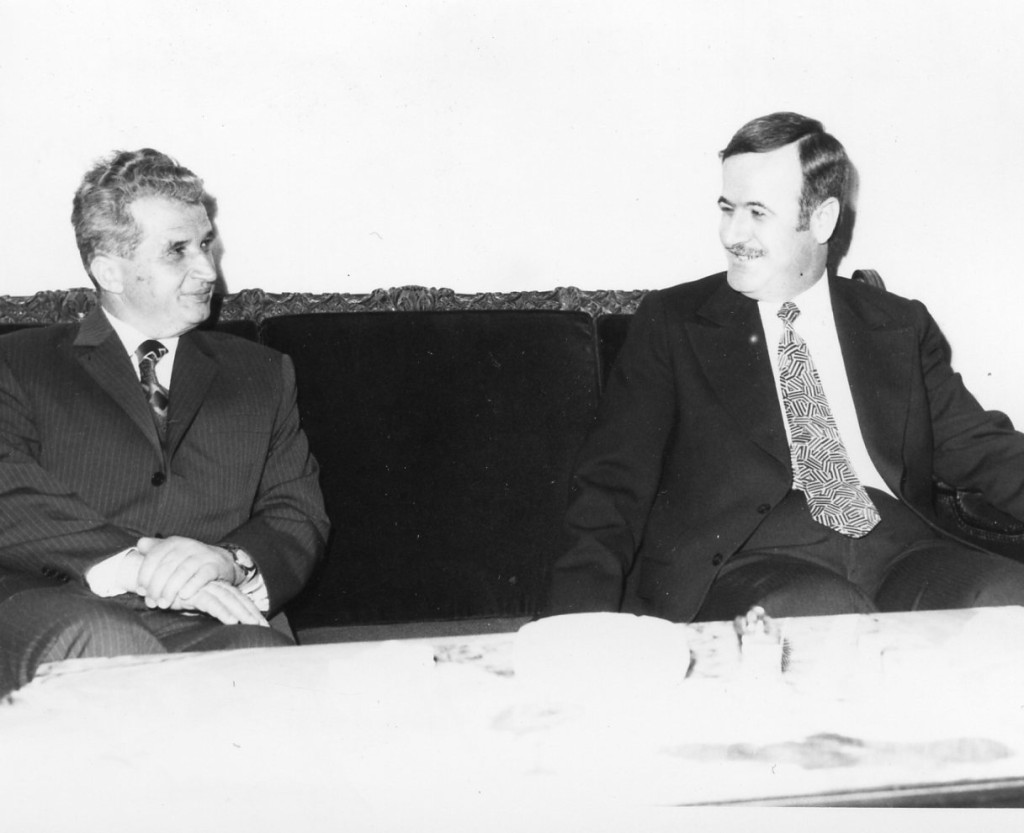
Ceaușescu (à esquerda) com Hafez al-Assad durante uma visita de estado à Síria ba'athista em 1974

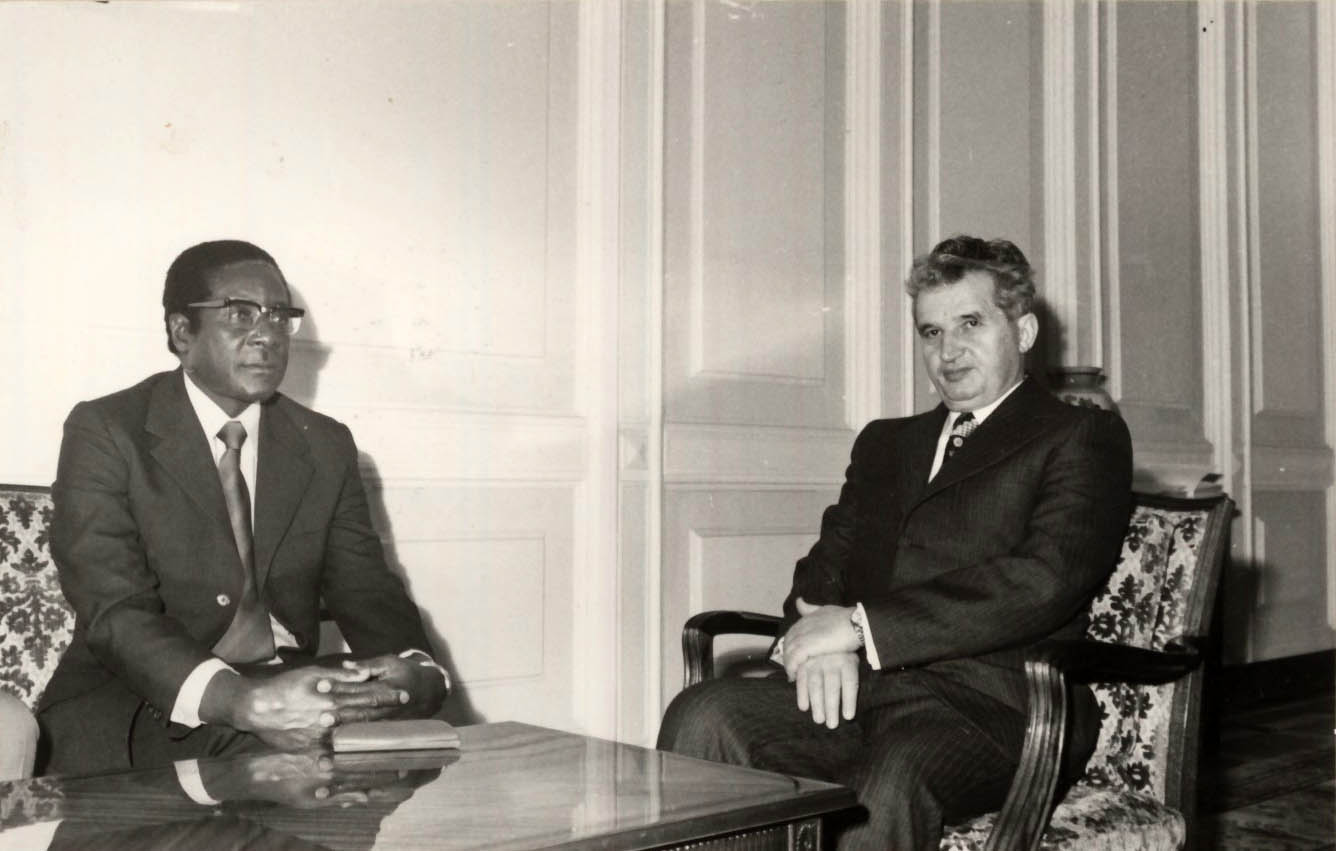
Ceaușescu em reunião com Robert Mugabe em 1976

Com o embargo petrolífero árabe de 1973-74 contra o Ocidente iniciou-se um período prolongado de preços elevados do petróleo que caracterizou o resto da década de 1970. A Romênia, como grande produtor de equipamentos petrolíferos, beneficiou enormemente dos elevados preços do petróleo da década de 1970, o que levou Ceaușescu a embarcar num ambicioso plano de investimento pesado em refinarias de petróleo. O plano de Ceaușescu era transformar a Romênia no refinador de petróleo número um da Europa, não apenas de seu próprio petróleo, mas também de petróleo de estados do Oriente Médio, como Iraque e Irã, e então vender todo o petróleo refinado com lucro em o mercado à vista de Roterdã. Como a Roménia não tinha dinheiro para construir as fábricas de refinação de petróleo necessárias e Ceaușescu optou por gastar os lucros inesperados dos elevados preços do petróleo na ajuda ao Terceiro Mundo, numa tentativa de comprar a influência internacional da Romênia, Ceaușescu contraiu pesadamente empréstimos junto dos bancos ocidentais, no pressuposto de que, quando os empréstimos vencessem, os lucros das vendas do petróleo refinado seriam mais do que suficientes para saldar os empréstimos. O Sismo de Vancrea de 1977, que destruiu grande parte de Bucareste, levou a atrasos no plano petrolífero. Quando as unidades de refinação de petróleo foram concluídas, no início da década de 1980, tinha-se registado uma queda nos preços do petróleo, levando a graves problemas financeiros para a Romênia.
Em agosto de 1977, mais de 30 000 mineiros entraram em greve no vale do rio Jiu, queixando-se de baixos salários e más condições de trabalho. A greve dos mineiros do vale de Jiu foi a expressão mais significativa de oposição ao governo de Ceaușescu antes do final dos anos 1980. Os mineiros em greve foram inspirados por greves semelhantes ao longo da costa báltica da Polónia, em dezembro de 1970, e tal como na Polónia em 1970, os mineiros romenos em greve exigiram negociações cara a cara com o líder do seu país. Quando Ceaușescu apareceu diante dos mineiros no terceiro dia de greve, ele foi saudado (nas palavras do historiador britânico Richard Crampton) "[…] mais uma vez à la polonaise, com gritos de 'Abaixo a Burguesia Vermelha!'". Ceaușescu finalmente negociou uma solução de compromisso para a greve. Nos anos que se seguiram à greve, vários dos seus líderes morreram devido a acidentes e "doenças prematuras". Surgiram rumores de que a Securitate pediu aos médicos que fizessem radiografias ao tórax de 5 minutos aos líderes da greve para garantir o desenvolvimento de câncer.

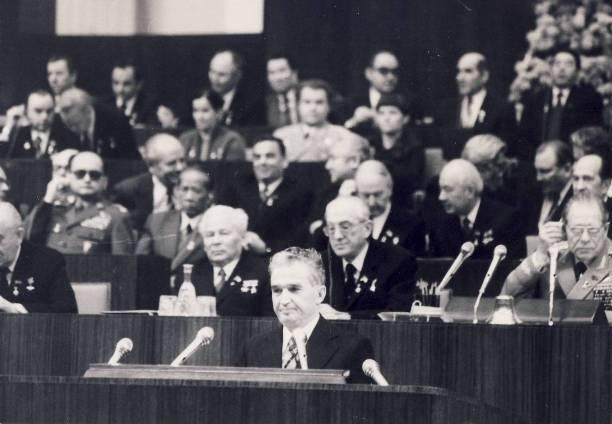
Ceaușescu se preparando para fazer um discurso em Moscou no 60.º aniversário da União Soviética

Ele continuou a seguir uma política independente nas relações externas — por exemplo, em 1984, a Roménia foi um dos poucos estados comunistas (nomeadamente incluindo a República Popular da China e a Iugoslávia) a participar nos Jogos Olímpicos de Verão de 1984 em Los Angeles, apesar de uma União Soviética boicote liderado.

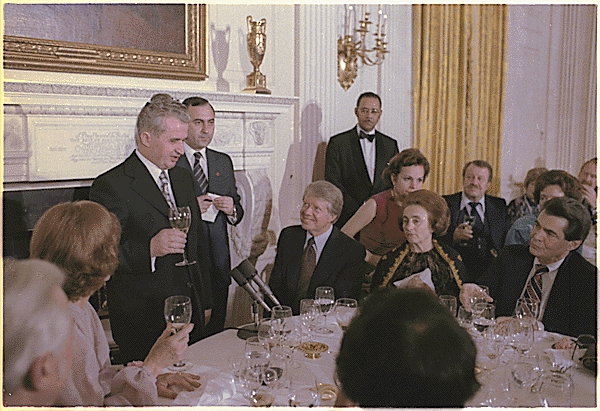
Ceaușescu com Jimmy Carter durante uma visita a Washington, DC em 1978

Além disso, a República Socialista da Romênia foi a primeira das nações do bloco Oriental a ter relações oficiais com o bloco ocidental e a Comunidade Europeia: um acordo incluindo a Roménia no Sistema de Preferências Generalizadas da Comunidade foi assinado em 1974 e um Acordo sobre Produtos Industriais foi assinado em 1980. Em 4 de abril de 1975, Ceaușescu visitou o Japão e encontrou-se com o imperador Hirohito. Em junho de 1978, Ceaușescu fez uma visita de estado ao Reino Unido, onde um acordo de licenciamento de £ 200 milhões foi assinado entre o governo romeno e a British Aerospace para a produção de mais de oitenta aeronaves BAC One-Eleven. O acordo foi considerado na época o maior entre dois países envolvendo uma aeronave civil. Esta foi a primeira visita de estado de um chefe de estado comunista ao Reino Unido, e Ceaușescu recebeu o título de cavaleiro da Rainha, que foi revogado um dia antes de sua morte em 1989. Da mesma forma, em 1983 o vice-presidente dos Estados Unidos George H. W. Bush e, em 1985, o secretário de Estado dos Estados Unidos George Shultz, também elogiaram o ditador romeno.

### Deserção de Pacepa
Em 1978, Ion Mihai Pacepa, um membro sênior da polícia política romena (Securitate, Segurança do Estado), desertou para os Estados Unidos. General de duas estrelas, foi o desertor de mais alta patente do Bloco de Leste durante a Guerra Fria. A sua deserção foi um golpe poderoso contra a administração, forçando Ceaușescu a reformular a arquitectura de segurança do Estado da Romênia. Livro de Pacepa de 1986, Horizontes Vermelhos: Crônicas de um Chefe Espião Comunista (ISBN 0-89526-570-2), alegou expor detalhes das atividades governamentais de Ceaușescu, como a espionagem massiva da indústria americana e esforços elaborados para reunir apoio político ocidental.

### Dívida externa
A independência política de Ceaușescu da União Soviética e o seu protesto contra a invasão da Checoslováquia em 1968 atraíram o interesse das potências ocidentais, cujos governos acreditaram brevemente que ele era um dissidente antissoviético e esperavam criar um cisma no Pacto de Varsóvia financiando-o. Ceaușescu não percebeu que o financiamento nem sempre era favorável. Ceaușescu conseguiu contrair empréstimos pesados (mais de US$ 13 milhões) do Ocidente para financiar programas de desenvolvimento económico, mas estes empréstimos acabaram por devastar as finanças do país. Ele também garantiu um acordo para obter petróleo barato do Irã, mas o acordo fracassou depois do derrubamento do xá.

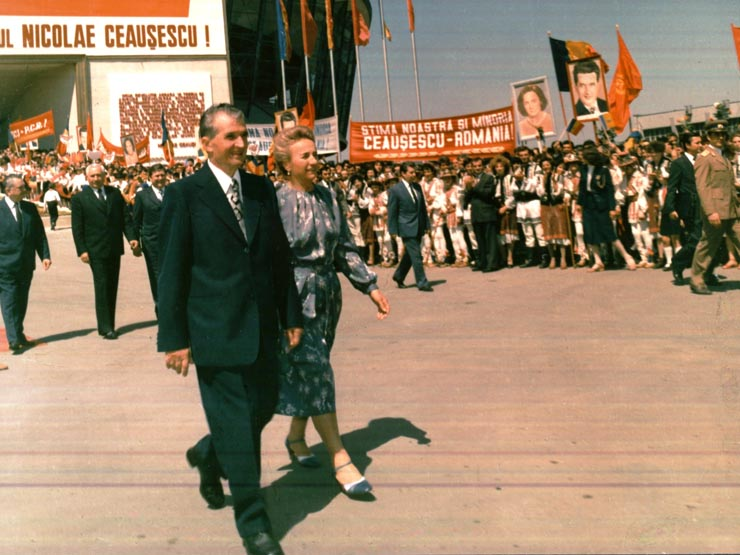
Na década de 1970, os Ceaușescus desenvolveram um culto à personalidade.

Numa tentativa de corrigir esta situação, Ceaușescu decidiu reembolsar as dívidas externas da Romênia. Organizou o referendo militar de 1986 e conseguiu alterar a constituição, acrescentando uma cláusula que proibia a Roménia de contrair empréstimos estrangeiros no futuro. De acordo com os resultados oficiais, o referendo rendeu um voto “sim” quase unânime.
O historial da Romênia – com todas as suas dívidas aos bancos comerciais pagas na íntegra – não foi igualado por nenhum outro país altamente endividado do mundo. A política de reembolso – e, em vários casos, de pagamento antecipado – da dívida externa da Roménia tornou-se a política dominante no final da década de 1980. O resultado foi a estagnação económica ao longo da década de 1980 e, no final da década, uma crise económica. A capacidade industrial do país foi desgastada à medida que o equipamento se tornou obsoleto e a intensidade energética aumentou, e o padrão de vida deteriorou-se significativamente. Foram impostas restrições draconianas à utilização doméstica de energia para garantir o abastecimento adequado à indústria. As exportações de moeda convertível foram promovidas a todo custo e as importações severamente reduzidas. Em 1988, o PIB real contraiu-se em 0,5%, principalmente devido a um declínio na produção industrial causado pelo aumento significativo dos custos dos materiais. Apesar do declínio de 1988, o saldo externo líquido atingiu o pico da década (9,5% do PIB). Em 1989, o PIB caiu mais 5,8% devido à crescente escassez e ao stock de capital cada vez mais obsoleto. Em Março de 1989, praticamente toda a dívida externa tinha sido reembolsada, incluindo toda a dívida externa de médio e longo prazo. O montante restante, totalizando menos de 1 milhão, consistia em créditos de curto prazo (principalmente créditos à exportação de curto prazo concedidos pela Romênia). Um decreto de 1989 proibiu legalmente as entidades romenas de contrair dívida externa. A edição do CIA World Factbook de 1990 listou a dívida externa da Romênia como "nenhuma" em meados de 1989.

#### Evolução anual
- 1995 foi o último ano em que a economia da Romênia foi dominada pelo Estado. A partir de 1996, o sector privado seria responsável pela maior parte do PIB da Romênia.[49]
- Dados de 1975, 1980 e 1982–1988 retirados do Statistical Abstract of the United States.[50]
- Dados para 1989–1995 fornecidos pela OCDE.[51]
- Dados de 1981 e 1985 fornecidos pelo World Book Year Book.[52]
- Em abril de 1989, com a sua dívida praticamente nula, a Roménia era um credor externo líquido. Os empréstimos externos foram retomados após Dezembro de 1989.[53] Para manter o estatuto de credor líquido, a Romênia teve de manter a sua dívida externa abaixo dos 2,5 mil milhões de dólares, a estimativa baixa do montante que lhe era devido pelos produtores de petróleo e outros PMA. Isto foi alcançado pela primeira vez em 1988[54] e continuou até o início da década de 1990.[55]

| Dívida externa bruta ♦                            | 2,9  | 9,4  | 10,2 | 9,8  | 8,8  | 7,1  | 6,6  | 6,4  | 5,1  | 2,2   | 0,0   | 0,2   | 2,2   | 3,5  | 4,5  | 5,5  | 6,7  |
| Status líquido ★                                  | dev. | dev. | dev. | dev. | dev. | dev. | dev. | dev. | dev. | cred. | cred. | cred. | cred. | dev. | dev. | dev. | dev. |
| ♦ em bilhões * de USD) ★ dev=devedor; cred=credor |      |      |      |      |      |      |      |      |      |       |       |       |       |      |      |      |      |

### Tentativa fracassada de golpe de estado de 1984
Uma tentativa de golpe de Estado planeada em Outubro de 1984 fracassou quando a unidade militar designada para executar o plano foi enviada para colher milho.

### Rebelião de Brașov de 1987

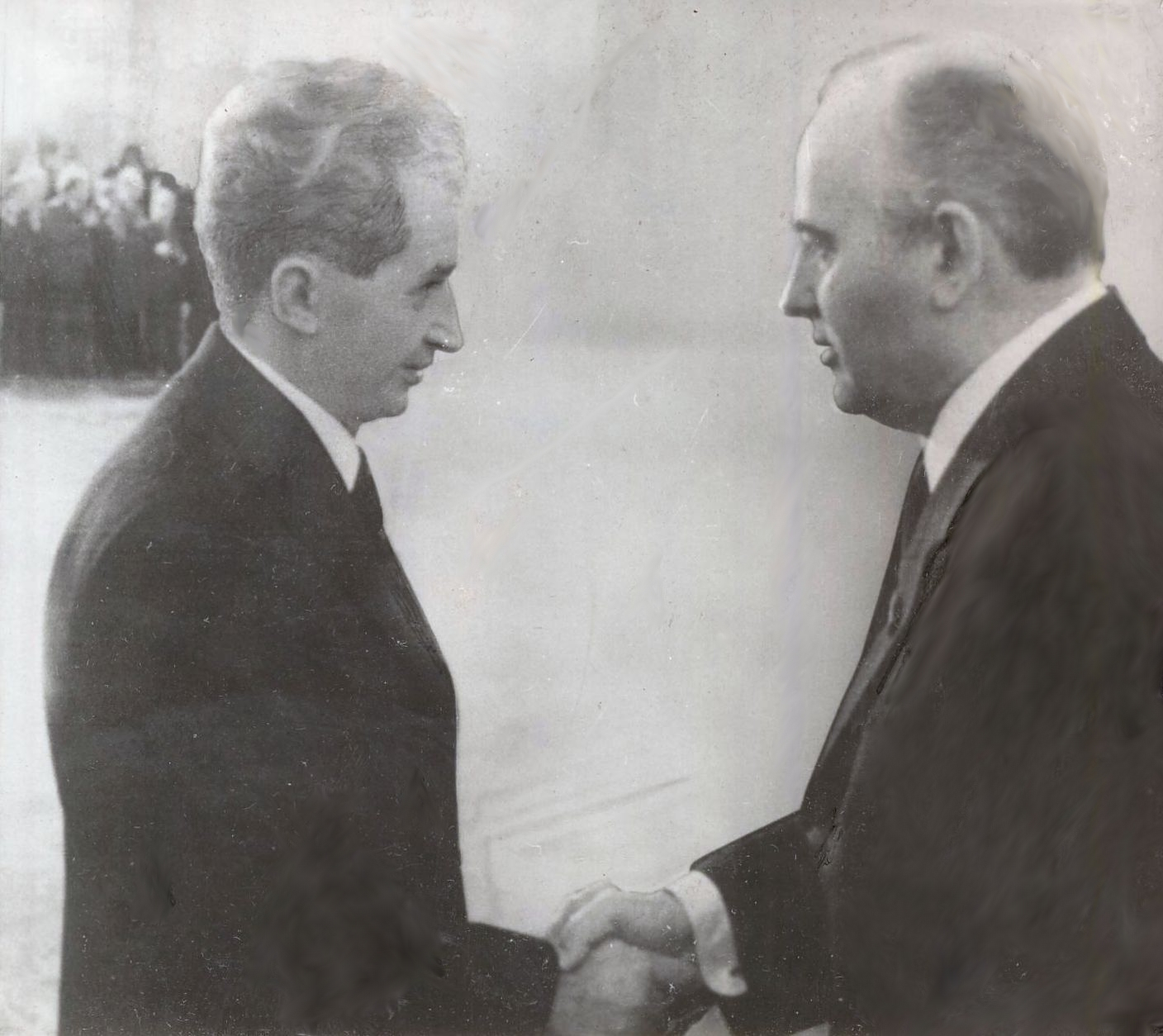
Os líderes comunistas Nicolae Ceaușescu da Romênia (à esquerda) e Mikhail Gorbachev da União Soviética em 1985

Os trabalhadores romenos começaram a mobilizar-se contra as políticas económicas de Ceaușescu. Conflitos laborais espontâneos, de escala limitada, ocorreram em grandes centros industriais como Cluj-Napoca (novembro de 1986) e na plataforma Nicolina em Iași (fevereiro de 1987), culminando numa greve massiva em [[Brașov. As medidas draconianas tomadas por Ceaușescu envolveram a redução do consumo de energia e alimentos, bem como a redução dos rendimentos dos trabalhadores, levando ao que o cientista político Vladimir Tismăneanu chamou de "insatisfação generalizada".
Mais de 20 000 trabalhadores e vários cidadãos marcharam contra as políticas econômicas da Romênia Socialista e as políticas de Nicolae Ceaușescu de racionamento de produtos alimentares básicos, racionamento de electricidade e aquecimento central.
Os primeiros protestos começaram praticamente no dia 14 de novembro de 1987, na Seção 440 “Moldes” da empresa de caminhões Red Flag. Inicialmente, os protestos eram por necessidades básicas: “Queremos comida e aquecimento!”, “Queremos o nosso dinheiro!”, “Queremos comida para as crianças!”, “Queremos luz e calor!” e “Queremos pão sem cartão!”. Junto ao Hospital Municipal, cantaram o hino da revolução de 1848, " Deșteaptă-te, române!". Ao chegar ao centro da cidade, milhares de trabalhadores das fábricas Tractorul Brașov e Hidromecanica, alunos, estudantes e outros juntaram-se à manifestação. A partir deste momento, o protesto tornou-se político. Posteriormente, os participantes alegaram ter gritado slogans como "Abaixo Ceaușescu!", "Abaixo o comunismo!", "Abaixo a ditadura!" ou "Abaixo o tirano!". Durante a marcha, membros da Securitate disfarçados de trabalhadores infiltraram-se nos manifestantes, ou permaneceram à margem como espectadores, fotografando ou mesmo filmando.
Ao anoitecer, as forças da Securitate e os militares cercaram o centro da cidade e dispersaram a revolta pela força. Cerca de 300 manifestantes foram presos e, para esconder a natureza política da revolta de Brașov, julgados por perturbação da paz e "indignação contra a moral".

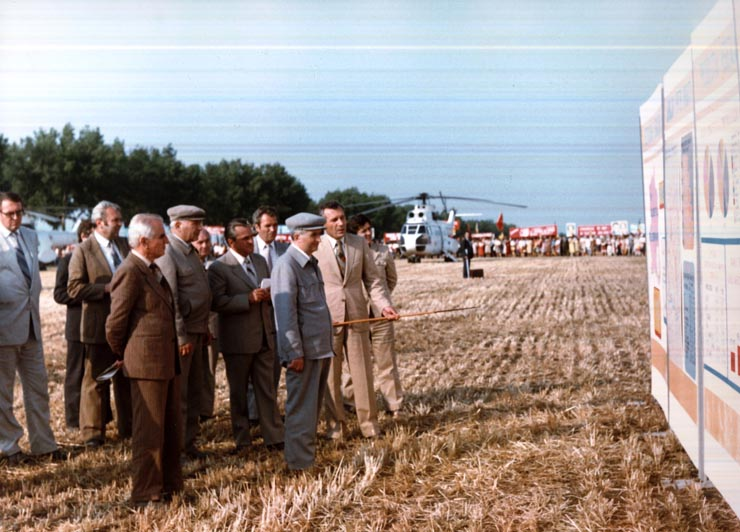
Nicolae Ceaușescu em 1986

Os investigados foram espancados e torturados, tendo 61 sido condenados a penas que variavam entre 6 meses e 3 anos de prisão, incluindo penas a serem cumpridas trabalhando em diversas empresas estatais em todo o país. Embora muitas reuniões anteriores do partido tivessem apelado à pena de morte como exemplo, o regime estava ansioso por minimizar a revolta como “casos isolados de vandalismo”. Os manifestantes foram condenados à deportação, com residência obrigatória noutras cidades, apesar de tais medidas terem sido revogadas já no final da década de 1950. Todo o julgamento durou apenas uma hora e meia.
Poucos dias depois da revolta dos trabalhadores, Cătălin Bia, estudante da Faculdade Florestal, sentou-se em frente à cantina com um cartaz que dizia: “Os trabalhadores presos não devem morrer”. Ele foi acompanhado pelos colegas Lucian Silaghi e Horia Șerban. Os três foram presos imediatamente. Posteriormente, pichações em solidariedade à revolta dos trabalhadores apareceram no campus e alguns estudantes distribuíram manifestos. As equipes de segurança realizaram um total de sete prisões. Os detidos foram investigados, expulsos da faculdade, regressados às suas localidades de origem e colocados sob estrita vigilância, juntamente com os seus familiares.

### Direitos da minoria cigana
Sob o regime de Ceaușescu, o povo cigano na Romênia foi largamente negligenciado. Isto pode ser visto, talvez de forma mais flagrante, numa moção do Politburo do Comitê Central do Partido dos Trabalhadores Romeno, que lançou em grande parte as bases para as políticas do regime de Ceaușescu relativamente aos direitos das minorias étnicas. A moção ignorou totalmente os ciganos.
O regime excluiu os ciganos da sua lista de "nacionalidades co-habitantes", impedindo-os de obter qualquer representação governamental como grupo étnico. A sua exclusão continuou mesmo após o aumento da representação de minorias como os húngaros e os alemães. Ceaușescu desejava em grande parte ignorar as condições de vida dos ciganos, que tinham sofrido negligência institucional semelhante nas mãos dos seus antecessores já como Ion Antonescu.
Os ciganos, há muito um grupo minoritário étnico altamente vulnerável em toda a Europa, foram deixados numa situação de pobreza significativa e em risco de crimes de ódio no país. Tais condições existem na Romênia moderna, como demonstrado pelas políticas de vários presidentes subsequentes.

## Revolução

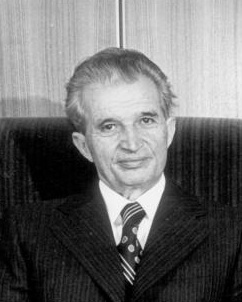
Ceaușescu em 1988

Em novembro de 1989, o XIV Congresso do Partido Comunista Romeno (PCR) viu Ceaușescu, então com 71 anos, reeleito por mais cinco anos como líder do PCR. Durante o Congresso, Ceaușescu fez um discurso denunciando as revoluções anticomunistas que aconteciam no resto da Europa Oriental. No mês seguinte, o próprio governo de Ceaușescu entrou em colapso após uma série de acontecimentos violentos em Timișoara e Bucareste.
A renúncia do presidente da Tchecoslováquia Gustáv Husák, em 10 de dezembro de 1989, representou a queda do regime comunista na Tchecoslováquia, deixando a Romênia de Ceaușescu como o único regime comunista de linha dura remanescente no Pacto de Varsóvia.

### Timişoara
As manifestações na cidade de Timișoara foram desencadeadas pela tentativa patrocinada pelo governo de expulsar László Tőkés, um pastor de etnia húngara, acusado pelo governo de incitar ao ódio étnico. Membros da sua congregação étnica húngara cercaram o seu apartamento numa demonstração de apoio.
Os estudantes romenos juntaram-se espontaneamente à manifestação, que rapidamente perdeu quase toda a ligação à sua causa inicial e se tornou uma manifestação antigovernamental mais geral. As forças militares regulares, a polícia e a Securitate dispararam contra os manifestantes em 17 de Dezembro de 1989, matando e ferindo homens, mulheres e crianças.
Em 18 de dezembro de 1989, Ceaușescu partiu para uma visita de Estado ao Irã, deixando a tarefa de esmagar a revolta de Timișoara aos seus subordinados e à sua esposa. Ao regressar à Roménia, na noite de 20 de Dezembro, a situação tornou-se ainda mais tensa e ele fez um discurso televisivo no estúdio de televisão do Edifício do Comité Central (Edifício CC), no qual falou sobre os acontecimentos em Timișoara em termos de uma "interferência de forças estrangeiras nos assuntos internos da Roménia" e de uma "agressão externa à soberania da Roménia".
O país, que tinha pouca ou nenhuma informação dos acontecimentos em Timișoara por parte dos meios de comunicação nacionais, tomou conhecimento da revolta através de estações de rádio patrocinadas pela CIA que transmitiram propaganda no Bloco de Leste durante a Guerra Fria (como a Voice of America e a Radio Free Europa) e de boca em boca. No dia seguinte, 21 de dezembro, Ceaușescu organizou uma reunião em massa em Bucareste. A mídia oficial apresentou-o como um "movimento espontâneo de apoio a Ceaușescu", emulando a reunião de 1968 em que ele havia falado contra a invasão da Tchecoslováquia pelas forças do Pacto de Varsóvia.

### Derrubamento

#### Discurso em 21 de dezembro
A reunião de massa de 21 de dezembro, realizada na que é hoje chamada Praça da Revolução, começou como muitos dos discursos de Ceaușescu ao longo dos anos. Ele falou das conquistas da "revolução socialista" e da "sociedade socialista desenvolvida multilateralmente" da Romênia. Ele também culpou os "agitadores fascistas que querem destruir o socialismo" pelos distúrbios de Timișoara.
No entanto, Ceaușescu julgou mal o humor da multidão. Cerca de oito minutos depois de seu discurso, várias pessoas começaram a zombar e vaiar, e outras começaram a gritar "Timișoara!". Ele tentou silenciá-los levantando a mão direita e chamando a atenção da multidão antes que a ordem fosse temporariamente restaurada, depois anunciou reformas nos benefícios sociais que incluíam o aumento do salário-mínimo nacional em 200 leus por mês, para um total de 2 200 por mês. mês até 1 de janeiro. Imagens da expressão facial de Ceaușescu quando a multidão começou a vaiá-lo e importuná-lo estavam entre as mais amplamente divulgadas sobre o colapso do comunismo na Europa Oriental.
Não conseguindo controlar a multidão, os Ceaușescus esconderam-se no interior do edifício que albergava o Comité Central do Partido Comunista Romeno. O resto do dia assistiu a uma revolta aberta da população de Bucareste, que se reuniu na Praça Universitária e confrontou a polícia e o exército nas barricadas. Os manifestantes, no entanto, não foram páreo para o aparelho militar concentrado em Bucareste, que limpou as ruas à meia-noite e prendeu centenas de pessoas no processo.

#### Voo em 22 de dezembro
Na manhã de 22 de Dezembro, a rebelião já se tinha espalhado por todas as principais cidades do país. A morte suspeita de Vasile Milea, ministro da Defesa de Ceaușescu, posteriormente confirmada como suicídio (ele tentou incapacitar-se com um ferimento superficial, mas uma bala cortou sua artéria), foi anunciada pela mídia. Imediatamente a seguir, Ceaușescu presidiu a reunião do CPEx (Comité Político Executivo) e assumiu a liderança do exército. Acreditando que Milea havia sido assassinada, os soldados rasos mudaram de lado da revolução quase em massa. Os comandantes consideraram Ceaușescu uma causa perdida e não fizeram nenhum esforço para manter os seus homens leais ao governo. Ceaușescu fez uma última tentativa desesperada de se dirigir à multidão reunida em frente ao edifício do Comité Central, mas as pessoas na praça começaram a atirar-lhe pedras e outros projécteis, obrigando-o a refugiar-se mais uma vez no edifício. Ele, Elena e quatro outros conseguiram chegar ao telhado e escapar de helicóptero, apenas alguns segundos à frente de um grupo de manifestantes que os seguira até lá. O Partido Comunista Romeno desapareceu pouco depois; ao contrário dos seus partidos afins no antigo bloco soviético, nunca foi reavivado.
A imprensa ocidental publicou estimativas do número de pessoas mortas pelas forças da Securitate. A contagem aumentou rapidamente até que cerca de 64 mil mortes foram relatadas nas primeiras páginas. O adido militar húngaro manifestou dúvidas relativamente a estes números, apontando a logística inviável de matar um número tão grande de pessoas num período tão curto. Após a morte de Ceaușescu, os hospitais de todo o país relataram um número de mortos inferior a 1 000, e provavelmente muito inferior a isso.

### Morte

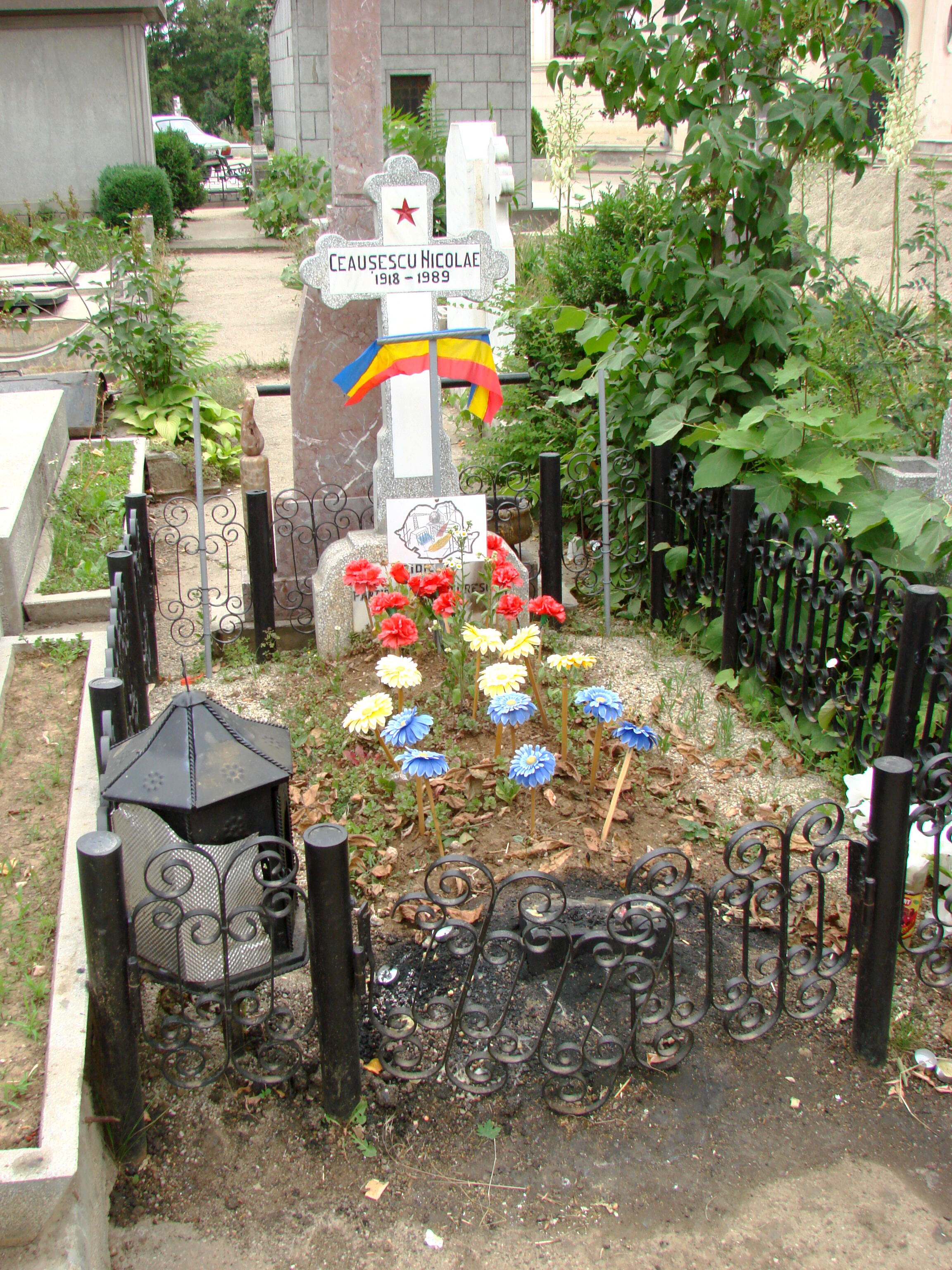
Túmulo original de Ceaușescu no cemitério de Ghencea, Bucareste, fotografado em 2007

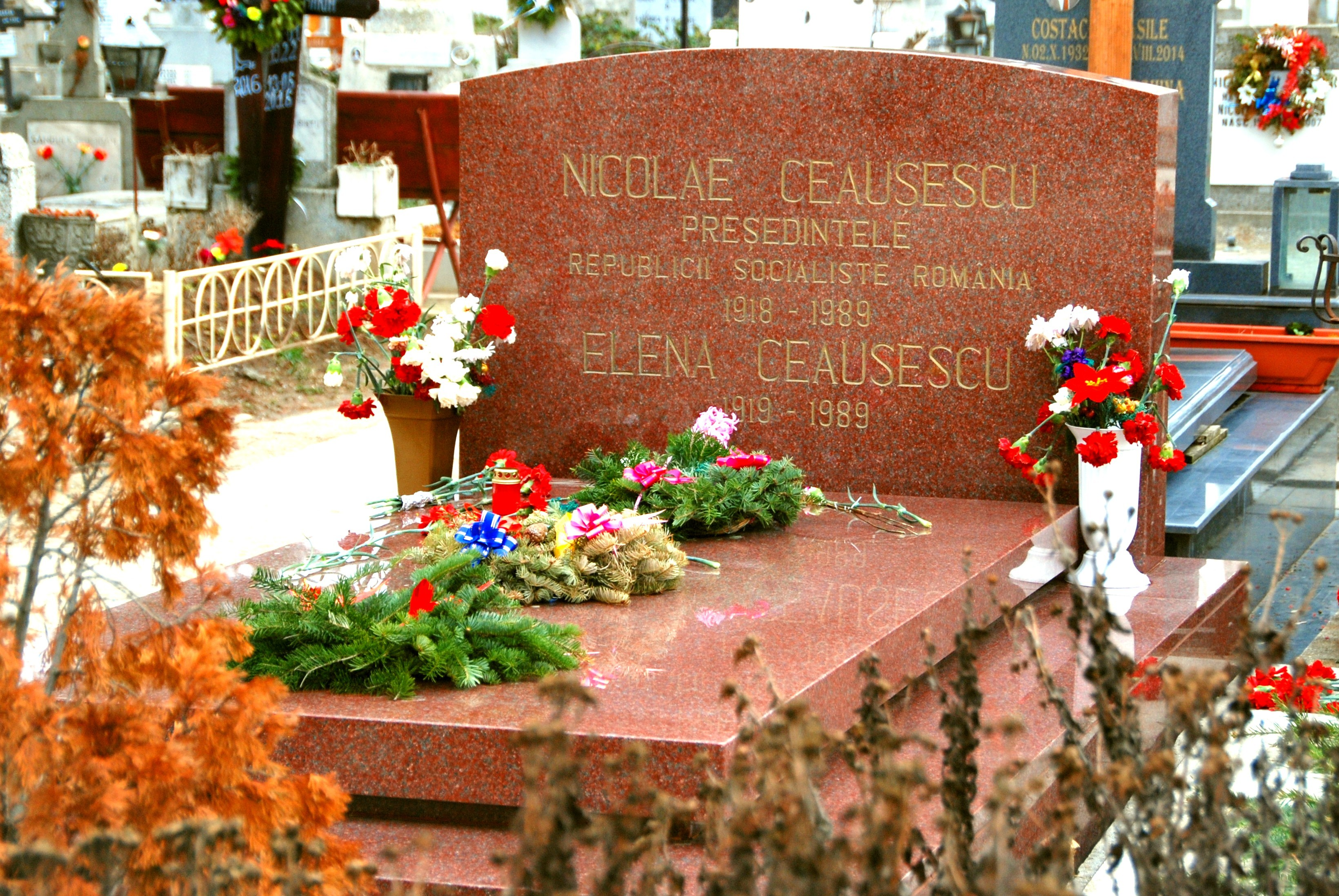
A sepultura atual de Nicolae e Elena Ceaușescu no Cemitério de Ghencea (fotografado em 2018). Observe que o ano de nascimento de Elena Ceaușescu foi registrado incorretamente como 1919; seu ano real de nascimento é 1916.

Ceaușescu e sua esposa Elena fugiram da capital com Emil Bobu e Manea Mănescu e voaram de helicóptero para a residência de Ceaușescu em Snagov, de onde fugiram novamente, desta vez para Târgoviște. Abandonaram o helicóptero perto de Târgoviște, tendo recebido ordem de aterrar do exército, que nessa altura já tinha restringido os voos no espaço aéreo romeno. Os Ceaușescus foram detidos pela polícia enquanto os policiais ouviam rádio. Eles acabaram sendo entregues ao exército.
No dia de Natal, 25 de dezembro de 1989, os Ceaușescus foram julgados perante um tribunal reunido numa pequena sala por ordem da Frente de Salvação Nacional, o governo provisório da Roménia. Enfrentaram acusações que incluíam recolha ilegal de riqueza e genocídio. Ceaușescu negou repetidamente a autoridade do tribunal para julgá-lo e afirmou que ele ainda era legalmente o presidente da Roménia. No final do julgamento, os Ceaușescus foram considerados culpados e condenados à morte. Um soldado que montava guarda no processo recebeu ordem de levar os Ceaușescus para fora, um por um, e atirar neles, mas os Ceaușescus exigiram que morressem juntos. Os soldados concordaram com isso e começaram a amarrar as mãos nas costas, contra o que os Ceaușescus protestaram, mas foram impotentes para impedir.
Os Ceaușescus foram executados por um grupo de soldados: Capitão Ionel Boeru, Sargento-mor Georghin Octavian e Dorin-Marian Cîrlan, enquanto supostamente centenas de outros também se ofereceram como voluntários. Antes de sua sentença ser executada, Nicolae Ceaușescu cantou "The Internationale" enquanto era conduzido em direção à parede. O pelotão de fuzilamento começou a atirar assim que os dois se posicionaram contra a parede.
Mais tarde naquele dia, a execução também foi exibida na televisão romena. O apressado julgamento-espetáculo e as imagens dos mortos Ceaușescus foram filmadas e as imagens divulgadas em vários países ocidentais dois dias após a execução.
A forma como o julgamento foi conduzido foi criticada. No entanto, Ion Iliescu, presidente provisório da Romênia, disse em 2009 que o julgamento foi "bastante vergonhoso, mas necessário" para pôr fim ao estado de quase anarquia que tomou conta do país nos três dias desde que os Ceaușescus fugiram de Bucareste. Da mesma forma, Victor Stănculescu, que tinha sido ministro da defesa antes de passar para a revolução, disse, em 2009, que a alternativa teria sido ver os Ceaușescus linchados nas ruas de Bucareste.
Os Ceaușescus foram as últimas pessoas a serem executadas na Romênia antes da abolição da pena capital em 7 de Janeiro de 1990.
Nicolae e Elena Ceaușescu foram originalmente enterrados em sepulturas simples no Cemitério de Ghencea, em Bucareste, em lados opostos de um caminho; seus túmulos eram frequentemente decorados com flores e símbolos do regime comunista. Em abril de 2007, o filho deles, Valentin Ceaușescu, perdeu um recurso para uma investigação sobre se as sepulturas eram genuínas. Após sua morte em 1996, o filho mais novo, Nicu, foi enterrado nas proximidades, no mesmo cemitério. De acordo com o Jurnalul Național, foram feitos pedidos pela filha dos Ceaușescus, Zoia, e por apoiantes das suas opiniões políticas, para transferir os seus restos mortais para mausoléus ou para igrejas construídas propositadamente. Essas demandas foram negadas pelo governo.

#### Exumação e novo sepultamento
Em 21 de julho de 2010, cientistas forenses exumaram os corpos para realizar testes de DNA para provar conclusivamente que eram de fato os restos mortais dos Ceaușescus. O corpo que se acredita ser de Elena estava muito deteriorado para permitir uma identificação positiva, mas Nicolae era facilmente identificável, vestindo o casaco de inverno preto crivado de balas que ele usava durante a execução. Os testes de DNA foram capazes de provar conclusivamente sua identidade. Sua família organizou um funeral para o casal, e eles foram enterrados juntos em Ghencea sob uma lápide.

## Políticas de Ceaușescu
Embora o termo ceaușismo tenha se tornado amplamente utilizado na Romênia, geralmente como pejorativo, nunca alcançou status na academia. Isto pode ser explicado pelo caráter em grande parte grosseiro e sincrético do dogma. Ceaușescu tentou incluir os seus pontos de vista na teoria marxista dominante, à qual acrescentou a sua crença numa "sociedade socialista desenvolvida multilateralmente" como um estágio necessário entre os conceitos leninistas das sociedades socialistas e comunistas (uma visão crítica revela que a principal razão para o intervalo é o desaparecimento das estruturas do Estado e do Partido no Comunismo). Uma entrada do Dicionário Enciclopédico Romeno em 1978 sublinha o conceito como "um estágio novo e superior no desenvolvimento socialista da Romênia […] iniciado pelo Plano Quinquenal de 1971-1975, prolongado por vários [sucessos e projetados] Planos Quinquenais".
A principal característica do Ceaușismo era uma forma de nacionalismo romeno, que provavelmente impulsionou Ceaușescu ao poder em 1965, e provavelmente levou a liderança do Partido sob Ion Gheorghe Maurer a selecioná-lo em vez do mais ortodoxo Gheorghe Apostol. Embora anteriormente tivesse sido um defensor cuidadoso das linhas oficiais, Ceaușescu passou a incorporar o desejo de independência da sociedade romena após o que muitos consideraram anos de diretivas e expurgos soviéticos, durante e após o fiasco do SovRom. Ele levou esta opção nacionalista para dentro do Partido, manipulando-a contra o sucessor nomeado, Apostol. Esta política nacionalista teve precedentes mais tímidos: por exemplo, Gheorghiu-Dej supervisionou a retirada do Exército Vermelho em 1958.

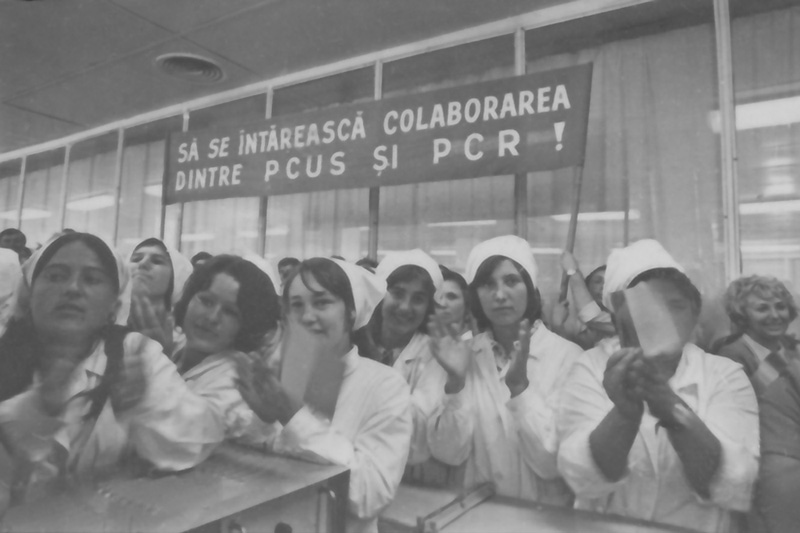
Trabalhadores moldavos durante a visita de Ceaușescu à Moldávia soviética em 1972

Também planejou a publicação de várias obras que subverteram a imagem russa e soviética, não mais encobrindo os tradicionais pontos de tensão com a Rússia e a União Soviética (mesmo aludindo a uma presença soviética "ilegal" na Bessarábia). Nos anos finais do governo de Gheorghiu-Dej, mais problemas foram discutidos abertamente, com a publicação de uma coleção de escritos de Karl Marx que tratavam de temas romenos, mostrando as opiniões anteriormente censuradas e politicamente desconfortáveis de Marx sobre a Rússia.
Ceaușescu estava preparado para dar um passo mais decisivo no questionamento das políticas soviéticas. Nos primeiros anos do seu governo, ele geralmente relaxou as pressões políticas dentro da sociedade romena, o que fez com que o final da década de 1960 e o início da década de 1970 fossem a década mais liberal na Roménia Socialista. Ganhando a confiança do público, Ceaușescu tomou uma posição clara contra o esmagamento da Primavera de Praga em 1968 por Leonid Brezhnev. Depois de uma visita de Charles de Gaulle no início do mesmo ano, durante a qual o presidente francês reconheceu o incipiente dissidente, o discurso público de Ceaușescu em agosto impressionou profundamente a população, não apenas pelos seus temas, mas também porque, de forma única, foi improvisado. . Atraiu imediatamente a simpatia e o apoio ocidentais, que duraram muito para além da fase “liberal” do seu governo; ao mesmo tempo, o período trouxe à tona a ameaça de uma invasão soviética armada: significativamente, muitos jovens dentro da Roménia juntaram-se à Guarda Patriótica criada no calor do momento, a fim de enfrentar a ameaça percebida. O presidente Richard Nixon foi convidado para ir a Bucareste em 1969, naquela que foi a primeira visita de um presidente dos Estados Unidos a um país comunista após o início da Guerra Fria.
A versão de Alexander Dubcek do socialismo com rosto humano nunca foi adequada aos objectivos comunistas romenos. Ceaușescu encontrou-se brevemente alinhado com a Tchecoslováquia de Dubček e a Iugoslávia de Josip Broz Tito. Esta última amizade duraria até a morte de Tito em 1980, com Ceaușescu adaptando a doutrina titista do "desenvolvimento socialista independente" para atender aos seus próprios objetivos. A Romênia se proclamou uma República "Socialista" (no lugar de "Populista") para mostrar que estava cumprindo os objetivos marxistas sem a supervisão de Moscou, um movimento que reflete a Iugoslávia Comunista, que se renomeou de "República Popular Federal" para "República Federal Socialista" alguns anos antes.
Os traços nacionalistas do sistema cresceram e misturaram-se progressivamente com os ideais Juche norte-coreanos e maoístas chineses. Em 1971, o Partido, que já havia sido completamente expurgado da oposição interna (com a possível exceção de Gheorghe Gaston Marin), aprovou as Teses de Julho, expressando o desdém de Ceaușescu pelos modelos ocidentais como um todo, e o reavaliação da recente liberalização como burguesa. O XI Congresso do Partido de 1974 reforçou o controle do Partido sobre a cultura romena, guiando-o para os princípios nacionalistas de Ceaușescu. Notavelmente, exigiu que os historiadores romenos se referissem aos Dácios como tendo "um Estado desorganizado", parte de um continuum político que culminou na República Socialista. O governo continuou o seu diálogo cultural com formas antigas, com Ceaușescu ligando o seu culto à personalidade a figuras como Mircea cel Bătrân (lit. "Mircea, o Velho", a quem denominou "Mircea, o Grande") e Mihai Viteazul (Miguel, o Bravo). Também começou a adicionar versões dácias ou romanas aos nomes de cidades e vilas (Drobeta a Turnu Severin, Napoca a Cluj). Embora Ceaușescu mantivesse um rumo independente e "comunista nacional", o seu controlo absoluto sobre o país, bem como a intensidade do culto à personalidade que o rodeava, levaram muitos observadores não romenos a descrever o seu governo como uma das coisas mais próximas de um antigo regime stalinista de estilo. A última edição do Estudo Nacional sobre a Romênia, por exemplo, referiu-se à “repressão stalinista das liberdades individuais” do PCR. Uma nova geração de apoiantes empenhados no exterior confirmou o carácter da administração. Ceaușescu provavelmente nunca enfatizou que suas políticas constituíam um paradigma para os teóricos do nacional-bolchevismo como Jean-François Thiriart, mas havia uma conexão divulgada entre ele e Iosif Constantin Drăgan, um milionário emigrado romeno-italiano da Guarda de Ferro (Drăgan já estava comprometido com um Atitude dacianista e protocronista que ecoou em grande parte a política cultural oficial).
Nicolae Ceaușescu teve uma grande influência na retórica populista romena dos dias modernos. Nos seus últimos anos, ele começou a reabilitar a imagem do ditador pró-nazista Ion Antonescu. Embora a imagem de Antonescu nunca tenha sido um mito totalmente oficial na época de Ceaușescu, após sua derrubada, políticos como Corneliu Vadim Tudor uniram as imagens dos dois líderes em suas versões de um Panteão nacional. O conflito com a Hungria sobre o tratamento da minoria magiar na Romênia teve vários aspectos incomuns: não só foi uma discussão mordaz entre dois estados oficialmente socialistas, como também marcou o momento em que a Hungria, um estado por trás da Cortina de Ferro, apelou à Organização para a Segurança e Cooperação na Europa para que sejam tomadas sanções contra a Roménia. Isto significou que o final da década de 1980 foi marcado por um pronunciado discurso anti-húngaro, que devia mais à tradição nacionalista do que ao marxismo, e pelo isolamento definitivo da Roménia na cena mundial.
A forte oposição a Ceaușescu em todas as formas de perestroika e glasnost colocou Ceaușescu em desacordo com Mikhail Gorbachev. Ele ficou muito descontente quando outros países do Pacto de Varsóvia decidiram tentar as suas próprias versões das reformas de Gorbachev. Em particular, ficou indignado quando os líderes polacos optaram por um acordo de partilha de poder com o sindicato Solidarność. Chegou mesmo ao ponto de apelar a uma invasão da Polónia pelo Pacto de Varsóvia – uma reversão significativa, tendo em conta a violência com que se tinha oposto à invasão da Checoslováquia 20 anos antes. Por sua vez, Gorbachev não escondeu a sua aversão por Ceaușescu, a quem chamou de "o Führer romeno". Num encontro entre os dois, Gorbachev repreendeu Ceaușescu pela sua atitude inflexível. “Vocês estão comandando uma ditadura aqui”, alertou o líder soviético.
Em novembro de 1989, no XIV e último congresso do PCR, Ceaușescu condenou o Pacto Molotov-Ribbentrop e pediu a anulação das suas consequências. Com efeito, isto equivalia a uma exigência do regresso da Bessarábia (a maior parte da qual era então uma república soviética e desde 1991 tem sido a Moldávia independente) e do norte da Bucovina, ambas ocupadas pela União Soviética em 1940 e novamente no fim da Segunda Guerra Mundial.

### Talentos políticos não alinhados

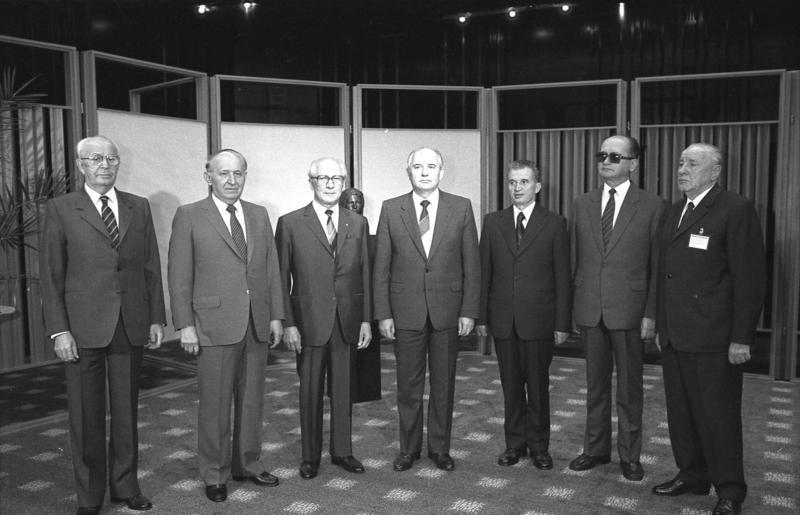
Líderes do Pacto de Varsóvia em 1987, da esquerda para a direita: Husák da Tchecoslováquia, Zhivkov da Bulgária, Honecker da Alemanha Oriental, Gorbachev da União Soviética, Ceaușescu, Jaruzelski da Polônia, e Kádár da Hungria

Ceaușescu esteve entre os mais fervorosos defensores do abrandamento das tensões persistentes entre os diferentes estados dos Balcãs, e chegou ao ponto de estabelecer relações amistosas com o regime injuriosamente anticomunista dos Coronéis na Grécia para prosseguir os seus objectivos de cooperação entre os países dos Balcãs.

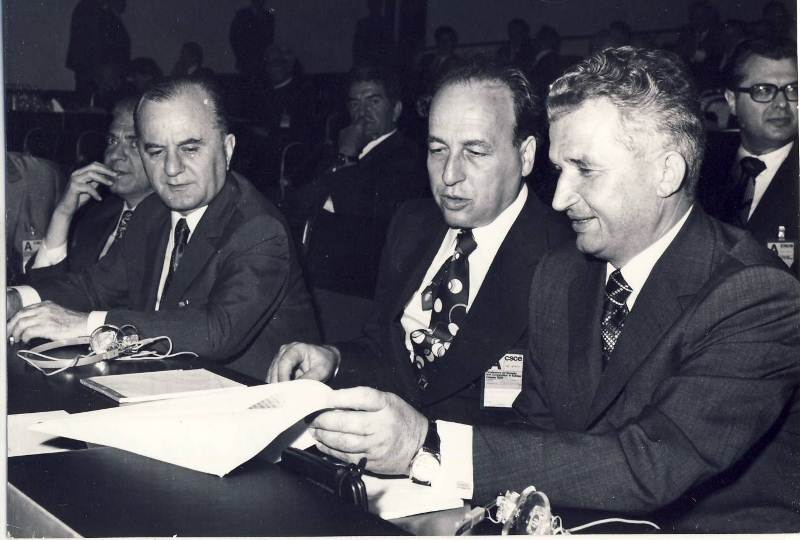
Ceaușescu com Ștefan Andrei e George Macovescu na reunião da CSCE em Helsinque, Finlândia, em 1975

A Romênia de Ceaușescu foi o único país do Bloco Oriental que manteve relações diplomáticas com Israel e não cortou relações diplomáticas após o ataque preventivo de Israel contra o Egito no início da Guerra dos Seis Dias em 1967, para consternação da União Soviética. Ceaușescu fez esforços para atuar como mediador entre a OLP e Israel.
Da mesma forma, a Romênia foi o único país do Bloco de Leste a participar nos Jogos Olímpicos de Verão de 1984 em Los Angeles, que foram boicotados pelos soviéticos e pelo resto dos seus aliados em resposta ao boicote liderado pelos EUA aos Jogos Olímpicos de Verão de 1980 em Moscou.
A Romênia de Ceaușescu foi o único país do Pacto de Varsóvia que não rompeu relações diplomáticas com o Chile após o golpe de Augusto Pinochet.
Nicolae Ceaușescu era um aliado próximo e amigo pessoal do ditador Mobutu Sese Seko do Zaire. Na verdade, as relações não eram apenas entre estados, mas também entre partidos entre os seus respectivos mecanismos políticos, o MPR e o PCR. Muitos acreditam que a morte de Ceaușescu desempenhou um papel em influenciar Mobutu a "democratizar" o Zaire em 1990.
Ceaușescu reduziu o tamanho do Exército Popular Romeno em 5%, para o qual organizou um referendo simulado. Em linha com a sua política de manter uma fachada de “democracia popular”, ele também ordenou a realização de grandes comícios pela paz.

#### Bessarábia
Em agosto de 1976, Nicolae Ceaușescu foi o primeiro visitante romeno de alto nível à Bessarábia desde a Segunda Guerra Mundial. Em dezembro de 1976, numa das suas reuniões em Bucareste, Ivan Bodiul disse que "o bom relacionamento foi iniciado pela visita de Ceaușescu à Moldávia Soviética".

### Culto à personalidade e totalitarismo

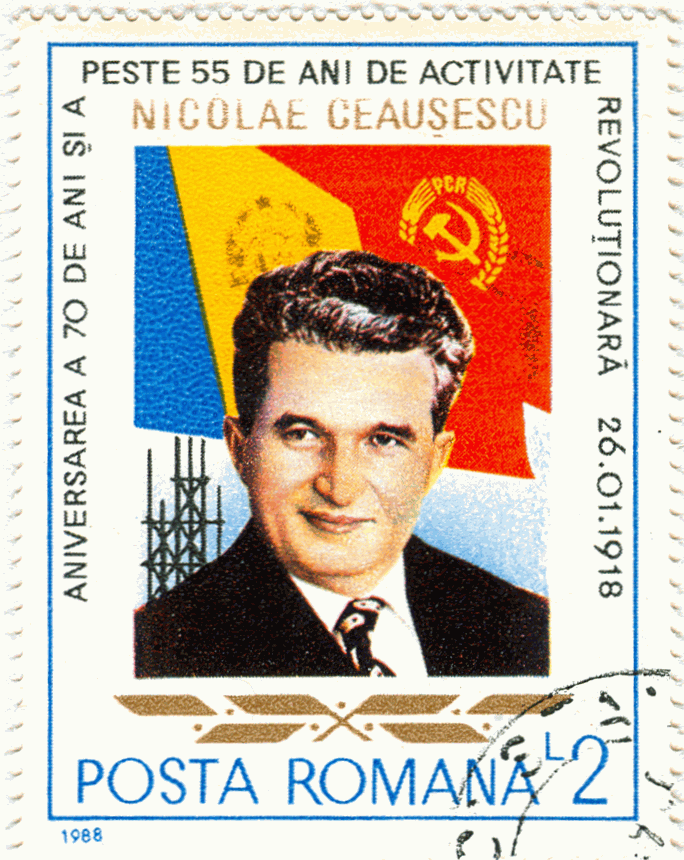
Selo comemorativo do 70.º aniversário de Ceaușescu e 55 anos de atividade política, 1988

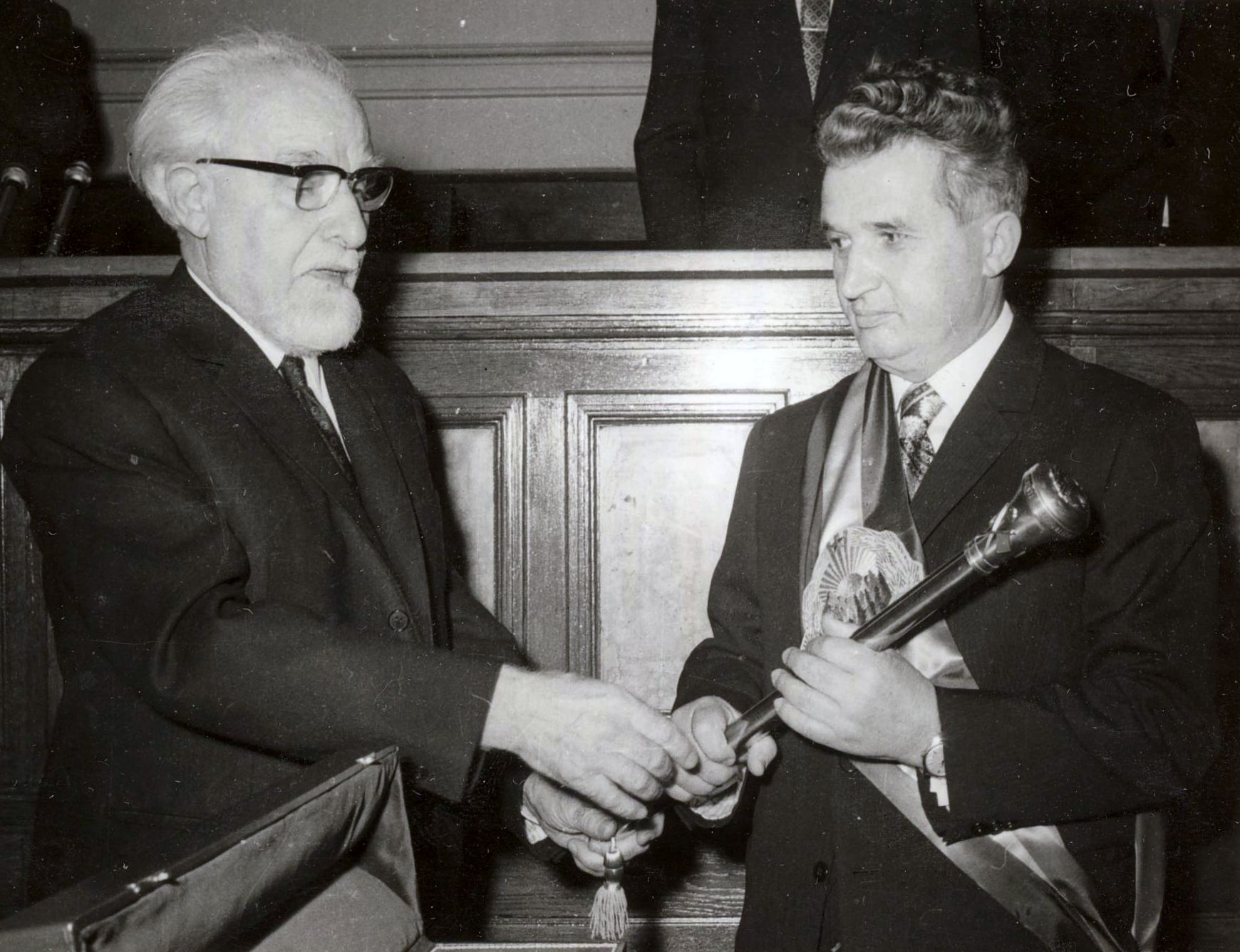
Ceaușescu recebendo o cetro presidencial, 1974

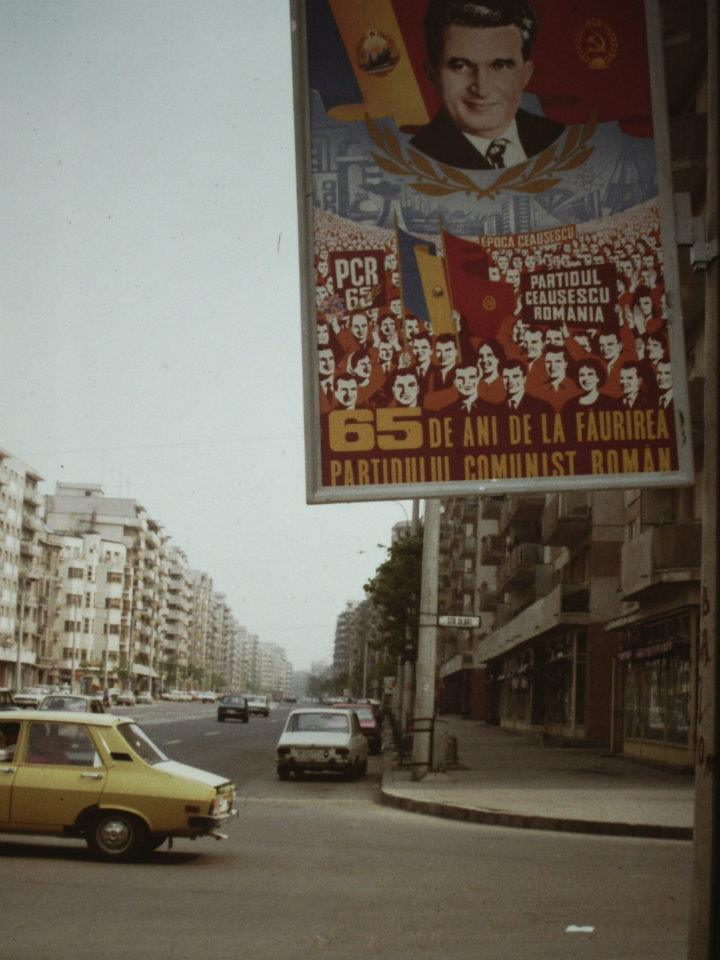
Cartaz de propaganda, Bucareste 1986)

Ceaușescu criou um culto generalizado à personalidade, atribuindo-se títulos como "Conducător" ("Líder") e "Geniul din Carpați" ("O Gênio dos Cárpatos"), com inspiração na Cultura Proletária (Proletkult). Após a sua eleição como Presidente da Roménia, ele até mandou criar para si um "cetro presidencial", apropriando-se assim de uma insígnia real. Este excesso levou o pintor Salvador Dalí a enviar um telegrama de felicitações ao presidente romeno, no qual felicitava sarcasticamente Ceaușescu pela "apresentação do cetro presidencial". O diário Scînteia do Partido Comunista publicou a mensagem, sem saber que se tratava de uma obra de sátira.
O dia mais importante do ano durante o governo de Ceaușescu foi o seu aniversário oficial, 26 de janeiro, um dia que viu a mídia romena saturada de elogios a ele. Segundo o historiador Victor Sebestyen, era um dos poucos dias do ano em que o romeno médio fazia uma cara feliz, já que parecer infeliz neste dia era arriscado demais para contemplar.
Para diminuir a chance de mais traição após a deserção de Pacepa, Ceaușescu também investiu sua esposa Elena e outros membros de sua família em cargos importantes no governo. Isto levou os romenos a brincar que Ceaușescu estava a criar o "socialismo numa família", um trocadilho com "socialismo num só país".
Ceaușescu estava muito preocupado com a sua imagem pública. Durante anos, quase todas as fotografias oficiais dele o mostravam com quase 40 anos. A televisão estatal romena recebeu ordens estritas de retratá-lo da melhor maneira possível. Além disso, os produtores tiveram que tomar muito cuidado para garantir que a altura de Ceaușescu (ele tinha apenas 1,68 m) nunca foi enfatizado na tela. As consequências da quebra destas regras foram graves; um produtor mostrou imagens de Ceaușescu piscando e gaguejando e foi banido por três meses.
Como parte de uma manobra de propaganda organizada pelos Ceaușescus através dos adidos culturais consulares das embaixadas romenas, eles conseguiram receber ordens e títulos de vários estados e instituições. A França concedeu a Nicolae Ceaușescu a Legião de Honra. Em 1978 ele se tornou Cavaleiro da Grã-Cruz da Ordem do Banho (GCB) no Reino Unido, título do qual foi destituído em 1989. Elena Ceaușescu foi organizada para ser "eleita" como membro de uma academia de ciências nos EUA.
Para executar um enorme projecto de redesenvolvimento durante o governo de Nicolae Ceaușescu, o governo conduziu uma extensa demolição de igrejas e muitas outras estruturas históricas na Roménia. De acordo com Alexandru Budistenu, ex-arquiteto-chefe de Bucareste, "A visão de uma igreja incomodou Ceaușescu. Não importava se a demoliram ou mudaram, desde que não estivesse mais à vista." No entanto, um projeto organizado pelo engenheiro romeno Eugeniu Iordachescu conseguiu mover muitas estruturas históricas para locais menos proeminentes e salvá-las.

## Legado
Ceaușescu tinha uma reputação mista entre os líderes internacionais de seu tempo. Em suas memórias The Artful Albanian, o ditador albanês Enver Hoxha observou: "Como se Ceaușescu e companhia fossem derrubar o imperialismo! Se o mundo esperar que Ceaușescus faça tal coisa, o imperialismo viverá por dezenas de milhares de anos..." Segundo Pacepa, o líder líbio Muammar Gaddafi teve uma interpretação oposta, supostamente dizendo: "Meu irmão! Você é meu irmão para o resto da minha vida!". Ceaușescu até recebeu elogios de anticomunistas com o Xá (Rei) do Irã, Mohammad Reza Pahlavi, aclamando a liderança de Ceaușescu: "Gostaria de saudar o patriotismo intransigente [de Ceaușescu] e a vontade feroz de independência. Uma verdadeira amizade me liga a ele."
Dirigiu a construção da Casa Republicii em Bucareste, iniciada em junho de 1984. O enormíssimo palácio passou rapidamente a ser conhecido como Casa do Povo (Casa Poporului) e atualmente o seu nome oficial é Palácio do Parlamento. A construção do Palácio do Parlamento foi a expressão mais extrema do programa de sistematização imposto por Nicolae Ceaușescu à Roménia. A sistematização foi um programa de planejamento urbano utilizado para converter aldeias em cidades em miniatura. A arquiteta principal do edifício foi Anca Petrescu (1949–2013), que iniciou seus trabalhos no edifício aos 28 anos. O edifício foi concluído em 1997, após a morte de Ceaușescu em 1989. O Senado Romeno, que estava originalmente instalado no antigo edifício do Comité Central do Partido Comunista Romeno, está sediado no palácio desde 2004.
O edifício do palácio tem 1 100 divisões e é o maior edifício governamental civil do mundo em volume numa estrutura contínua. Existem edifícios maiores do sector privado, principalmente para a construção de aeronaves, que têm mais volume contínuo num edifício, como a Fábrica da Boeing de Everett. Grande parte do edifício permanece vazio, sendo maior do que o Parlamento necessita, embora o Parlamento o partilhe. com três museus e um centro de conferências internacional. É também o edifício mais pesado do mundo, sendo construído com 700Nmil toneladas de aço e bronze, um milhão de pés quadrados de mármore e grandes quantidades de cristal e madeira.

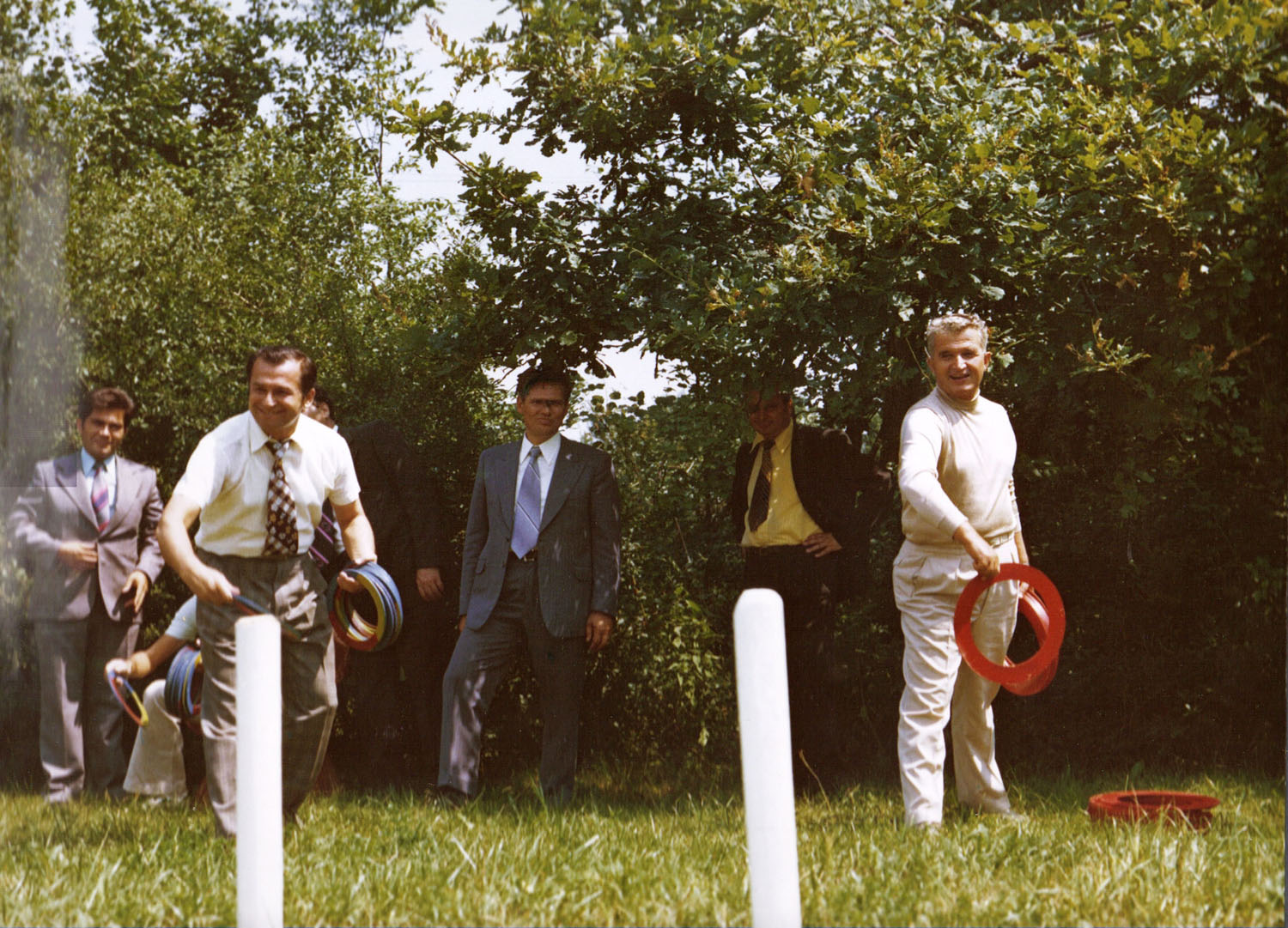
Ceaușescu e seu sucessor, Ion Iliescu, em 1976

Nicolae e Elena Ceaușescu tiveram três filhos: Valentin Ceaușescu (nascido em 1948), um físico nuclear; Zoia Ceaușescu (1949–2006), matemática; e Nicu Ceaușescu (1951–1996), um físico. Após a morte dos seus pais, Nicu Ceaușescu ordenou a construção de uma igreja ortodoxa, cujas paredes estão decoradas com retratos dos seus pais.
Elogiar os crimes dos governos totalitários e denegrir as suas vítimas é proibido por lei na Roménia; isso inclui a era Ceaușescu. Dinel Staicu foi multado em 25 000 leus (aproximadamente 9 000 dólares dos Estados Unidos) por elogiar Ceaușescu e exibir suas fotos em seu canal de televisão privado (3TV Oltenia ). No entanto, de acordo com pesquisas de opinião realizadas em 2010, 41% dos romenos teriam votado em Ceaușescu se tivessem a oportunidade e 63% sentiram que suas vidas eram melhores antes de 1989. Em 2014, o percentual de quem votaria em Ceaușescu chegou a 46%. Em 27 de dezembro de 2018, uma pesquisa revelou que 64% das pessoas tinham uma boa opinião sobre ele.

## Representações culturais
Ceaușescu foi interpretado por Constantin Cojocaru no docudrama suíço de 2011 Die letzten Tage der Ceaușescus. Uma comédia musical teve estreia mundial no Seven Arts em Leeds em maio de 2017. Foi escrito por Tom Bailey e Greg Jameson, com canções de Allan Stelmach, e retratava Nicolae e Elena Ceaușescu e seu filho Valentin em uma peça de metateatro musical que também era um comentário sobre a cultura das celebridades e o papel que as mídias sociais e o politicamente correto desempenham na criação de párias sociais.

## Honras e prêmios
Ceaușescu foi nomeado cavaleiro da Ordem do Elefante da Dinamarca, mas esta nomeação foi revogada em 23 de dezembro de 1989 pela rainha da Dinamarca, Margarida II.
Ceaușescu também foi destituído de seu status honorário de Cavaleiro da Grã-Cruz da Ordem do Banho (GCB) pela rainha Isabel II do Reino Unido um dia antes de sua execução. Isabe II também devolveu a insígnia da Ordem da Estrela da República Socialista da Romênia que Ceaușescu lhe concedera em 1978.
Em seu 70.º aniversário em 1988, Ceaușescu foi condecorado com a Ordem de Karl Marx pelo então chefe do Partido Socialista Unificado da Alemanha, Erich Honecker; através disso ele foi homenageado por sua rejeição às reformas de Mikhail Gorbachev.

### Ordens, condecorações e medalhas romenas
Todos os títulos e condecorações foram revogados pelo governo provisório em 26 de dezembro de 1989.
- Medalha Comemorativa do 5.º Aniversário da República da Romênia
- Medalha Comemorativa do 35.º Aniversário da Libertação da Romênia
- Herói da Romênia, três vezes (1971, 1978 e 1988)
- Herói do Trabalho Socialista (Romênia) (1964)
- Medalha de Mérito Militar (Romênia)
- Ordem da Vitória do Socialismo (acompanhou cada Herói da Romênia)
- Ordem do Trabalho
- Ordem de Defesa da Pátria
- Ordem da Estrela da República da Romênia

### Ordens, condecorações e medalhas de estados estrangeiros
Várias condecorações estrangeiras foram revogadas na época do colapso do governo de Ceaușescu.
Argentina
- Colar da Ordem do Libertador General San Martín (1974)

Áustria
- Grande Estrela de Honra pelos serviços prestados à República da Áustria (1969)

Brasil
- Ordem do Cruzeiro do Sul (1975)

Bulgária
- Ordem de Stara Planina (1983)

Cuba
- Ordem de José Martí (1973)
- Medalha Comemorativa do Vigésimo Aniversário do Assalto ao Quartel Moncada (1976)

Checoslováquia
- Grande Colar da Ordem do Leão Branco (1987; posteriormente expulso em 1989)

Dinamarca
- Cavaleiro da Ordem do Elefante (1980; posteriormente expulso em 1989)

França
- Legião de Honra

Alemanha Oriental
- Ordem de Karl Marx (República Democrática Alemã, 1988) — pela sua defesa do marxismo ao rejeitar as reformas de Gorbachev

Alemanha Ocidental
- Classe especial da Grã-Cruz da Ordem do Mérito da República Federal da Alemanha (Alemanha Ocidental, 1971)

Grécia
- Medalha de Ouro de Atenas (1976)

Irã
- Medalha Comemorativa do 2500.º Aniversário da fundação do Império Persa (Império do Irã, 1971).

Itália
- Cavaleiro da Grã-Cruz condecorado com Grande Cordão da Ordem do Mérito da República Italiana (1973)

Malásia
- Destinatário Honorário da Ordem da Coroa do Reino (1984)

Noruega
- Grã-Cruz da Ordem de Santo Olavo da Noruega (revogada em 1989)

Filipinas
- Grande Colar da Antiga Ordem de Sikatuna (1975)

Portugal
- Colar da Ordem Militar de Sant'Iago da Espada (1975)

União Soviética (Todas as condecorações e medalhas soviéticas foram revogadas em 1990)
- Medalha Jubileu "Trinta Anos de Vitória na Grande Guerra Patriótica 1941-1945" (1975)
- Ordem de Lenin, duas vezes (União Soviética, 1973 e 1988)
- Ordem da Revolução de Outubro (1983)

Suécia
- Cavaleiro da Ordem Real dos Serafins (1980)

Reino Unido
- Cavaleiro da Grã-Cruz da Ordem do Banho (1978; revogado em 1989)

### Condecorações não estatais estrangeiras
- Colar de Ouro da Ordem Olímpica (Comitê Olímpico Internacional, 1984), pela decisão de não participar do boicote às Olimpíadas de Los Angeles
- Placa da Medalha de Ouro do Instituto de Relações Internacionais de Roma, uma organização italiana sem fins lucrativos (1979)

### Títulos acadêmicos
Graus honorários da Universidade de Bucareste (1973), Universidade Libanesa (1974), Universidade de Buenos Aires (1974), Universidade Autônoma de Yucatán (1975), Universidade de Nice Sophia Antipolis (1975), Universidade das Filipinas (1975), Universidade da Libéria (1988) e Universidade Kim Il-sung (1988).

## Na cultura popular
Dois documentários foram feitos sobre Ceaușescu no século XXI. O primeiro foi escrito e dirigido por Ben Lewis para a BBC, intitulado The King of Communism: The Pomp & Pageantry of Nicolae Ceaușescu (2002).[carece de fontes?] O segundo, Autobiografia lui Nicolae Ceaușescu (2011), foi criado por um escritor e diretor romeno Andrei Ujica, e uma versão em inglês do filme foi lançada simultaneamente, intitulada The Autobiography of Nicolae Ceaușescu.

## Trabalhos publicados selecionados
- Relatório durante a sessão solene conjunta do CC do Partido Comunista Romeno, do Conselho Nacional da Frente de Unidade Socialista e da Grande Assembleia Nacional: Marcando o 60.º aniversário da criação de um Estado Nacional Romeno Unitário, 1978
- Principais problemas do nosso tempo: Eliminar o subdesenvolvimento, colmatar lacunas entre os Estados, construir uma nova ordem económica internacional, 1980
- A resolução da questão nacional na Roménia (pensamento sociopolítico do presidente da Romênia), 1980
- Ceaușescu: Construtor da Romênia Moderna e Estadista Internacional, 1983
- A nação e as nacionalidades que coabitam na época contemporânea (pensamento filosófico do presidente da Romênia), 1983
- A história do povo romeno na visão do Presidente (Istoria poporului român în concepția președintelui), 1988